# 名鉄2200系電車
名鉄2200系電車（めいてつ2200けいでんしゃ）は、2005年1月に運用を開始した名古屋鉄道（名鉄）の特急形車両である。
本項では、1600系を2200系に準じた改造を行った1700系についても記述する。
解説の便宜上、個別の編成を指す場合には編成の豊橋・中部国際空港方向の先頭車の番号を取り2201F（Formation = 編成）のように表記する。

## 概要
従来運行されていた前面展望を売りにしたパノラマカーグループに代わって、21世紀における名鉄の特急形標準車両として導入されたグループである。パノラマカーの各形式が視界を確保するために、客室を高床構造としたり運転席を2階に設けるなどの工夫がなされていたのに対し、あくまで実用本位な設計が特徴的である。
当初は特別車と一般車とを区別せず編成全体をもって2200系としていたが、1700系と併結する2300系30番台の登場後は2200系一般車も2300系とみなし、2200-2300系と呼称・表記されることがある。いずれにしても2300系とは一般車を特に指し示す場合の呼称・表記であり、編成全体の総称はそれぞれ2200系、1700系である。
また、パノラマカー系列には7000系をはじめ、パノラマDX（8800系）、パノラマSuper（1000系、1600系）など、車両ごとに会社が公式に認める愛称があるのが慣例であった。本系列と同時に登場した2000系には「ミュースカイ」という愛称が付けられたものの、本系列には愛称が存在しない。

## 2200系
中部国際空港が2005年2月に開港するのに先立ち、同年1月の空港線の開業に合わせて運行を開始した特急形車両である。この節では、資料により2230系と表記されることがある車両を含めて言及する。
空港アクセス列車には全車特別車の特急として2000系が運用されることが決まっていたが、それを補完する特別車・一般車併結の特急用に開発された。

### 車体
軽量鋼製19 m級車体で、基本設計は2000系に準じているが、塗装は2000系が青と白をベースにするのに対して、本系列では白をベースに、従来からの名鉄特急のブランドイメージを引き継いだ「名鉄スカーレット」を採用。特別車には号車表記をデザイン化した「1」「2」の文字が描かれている。
前面構造は非貫通構造だが、貫通扉を持つ2000系と外観を揃えるため、プラグドア風の縁取りが施されている。中央部は窓ガラスになっているが、これも2000系との統一感からワンウェイシートを貼り付けて目立たなくさせている。ワンウェイシートはマジックミラー仕様であり、車内側からは外が見えるようにして運転士の視界を確保している。また、モ2300は将来の増結運用を考慮し、ほろ装置を設ける取り付けスペースが確保されている。
車体断面形状は全車同一であるが、側面の外観は車両によって異なり、6両編成中の豊橋・中部国際空港方向の2両（特別車）は2000系に準じた各車両片側2つドア、岐阜・新鵜沼方向の4両（一般車）は3300系に準じた各車両片側3つドアとなっている。なお、いずれのドアも両開きで戸袋に収納される引戸である。ドアの幅は一般車が1,300 mmで、特別車のそれの1,000 mmに比べて広くなっている。また、特別車と一般車では屋根上に搭載される冷房装置が異なり、特別車は15,000 kcal/hの集約分散式を1両につき2基、一般車では40,000 kcal/hの集中式を1基搭載している。側面の行先表示器は2000系と同じオーロラビジョンR-STAYが採用された。
集電装置として屋根上にシングルアーム式パンタグラフを3基搭載するが、この向きが特別車（先頭車モ2200の後位に搭載）と一般車（3300系と同じ配置）とで異なっている。これはモ2200形が2000系のモ2100形を方向転換した形で設計されたためである。

### 客室設備

#### 特別車・一般車共通
日本語と英語の2ヶ国語対応の自動車内放送装置が搭載されている。自動放送は快速特急・特急運用の際に使用され、快速急行以下の列車で運用される場合の車内放送は車掌の肉声によるものとなる。内容は2000系と同様なもので、中部国際空港行き特急に運用された場合のみ専用のチャイムが流れる他、常滑駅→中部国際空港駅間走行時と中部国際空港駅での折り返し待ちの間にはBGMが流れる。それ以外の行き先の列車で運用される場合は1600系で初採用となったものと同じ車内チャイムが流れる。放送の内容は種別・行き先や停車駅の案内の他、ドアの開閉前には注意喚起の自動放送が流れる。このほか、バリアフリー対策として、ドアチャイムを装備。警笛はデュアルトーン（和音）の空気笛とミュージックホーン・電子ホーンを装備する。

#### 特別車
6両編成中の2両（1号車と2号車）が該当する。基本的な構成は2000系と同様なもので、客室と出入り口がデッキを挟んで仕切られている形で、客室の座席は通路を挟んで2+2列の青緑色の回転式リクライニングシートを装備している。シートの背面にはテーブル、および乗車券などを挟めるチケットホルダーが付いている。照明は間接照明式を採用。側窓は開閉不能で、カーテンは自由な位置で止めることのできるフリーストップ式、窓際部分には上着をかけられる突起も用意されている。
2号車にはトイレと洗面台が設置されている。トイレは洋式のものと名鉄の車両で初めて男性用小便器を設置した。また、オムツを替える台も設置されている。
客用案内表示として日本語・英語による自動放送の他にデッキ部分にLCDが設置されており、現在位置や行き先のほか、中日新聞ニュースや前面展望なども流れる。

#### 一般車
6両編成中の4両（3号車から6号車まで）が該当する。基本的な構成はほぼ同時期に登場した3300系通勤形電車を基本とし、座席は紫色の転換式クロスシートとロングシートをドア間毎に交互に配置するセミクロスシート配置で、中間車3両は3300系1・2次車と同様にクロスシートとロングシートの割合が約半々で窓配置も同様であるが、岐阜寄りの先頭車であるモ2300形は豊橋寄りのドア間1区画4列のみがクロスシートであるため、他の車両よりもロングシートの割合が多い。また、同形式は乗務員室の奥行きの関係でその直後に座席と側窓がないことと、補助席を収納して設ける車椅子スペースの位置も3300系との客室設備上の相違点である。照明は直接照明式。側窓は車端側の上部だけ内折れ式に開閉可能で他は固定式とされ、UVカットガラスが採用されたため、カーテンは設置されていない。側窓の内枠も1200系のようなFRPではなく、3300系などと同じアルミ部材である。
客用案内装置は特別車のLCD方式に対して、3300系と同様な2段表示が可能な3色LED方式のものとなっていたが、3次車の2210Fより、一般的なLCD方式となった。
3・4・5号車は中間車であるが、車掌の車内巡回中にも停車駅での客用ドア開閉と出発合図が可能なように戸閉めスイッチと連絡用ブザーが設置されている。

### 機器類
当時増備が進められていた通勤形電車の3300系と共通化させており、主電動機（走行用モーター）の車両制御装置にはVVVFインバーター制御を採用。架線を流れる直流電流を三相交流に変換し、かご形三相誘導電動機を制御する。車両制御装置はIGBT素子を用いており、三菱電機製と東芝製があるが、両社間で共通設計とした。この装置を電動車に搭載し、1台で主電動機2台を制御する。本系列では電動車1両につき主電動機を4台搭載するため、電動車1両につき制御装置を2台搭載していることになるが、2台分を1箱に収納している。
主電動機には2000系と同一の東洋電機製造製かご形三相誘導電機を採用。主電動機の定格出力170 kWという値は3500系以降の名鉄VVVF車両（1700系は除く）に共通する出力となっており、これを電動車1両につき4台搭載する。主電動機の回転力を車軸に伝える方式はWNドライブ式で歯車比は5.65となっている。台車は住友金属工業製SUミンデン式台車でいずれもボルスタレス構造・踏面ブレーキ・ヨーダンパを採用しており、形式は電動車が車輪直径810 mmのSS164系、付随車が車輪直径860 mmのSS064系となる。なお、特別車には防音車輪を採用して静粛性を向上させており、形態が微妙に異なる。
ブレーキシステムは回生ブレーキ付の電気指令式空気ブレーキで、停止直前まで回生ブレーキが作動する純電気ブレーキ機構が搭載されており、踏面ブレーキなどの摩擦系ブレーキの使用回数を減らし、制輪子の交換周期を延長している。同じように電気指令式ブレーキを採用する3100系・3150系との併結運転に対応しているが、これらの起動加速度 (2.0 km/h/s) および非常減速度が低いため、起動加速度も落ちるものの、高速性能に関しては同等であり、実際には併結運転は停車回数の少ない優等列車の運用のみであるため、これによる運転時分への影響はほとんど無い。
照明や空調装置の電源には75 kVAの静止形インバータ (SIV) を採用、制御装置と一体化しており、制御装置の製造メーカーがSIVも製造しているため仕様は同じだが型式が異なる。また、電動空気圧縮機（コンプレッサー、CP）は一般車の付随車に搭載している。制動時には回生ブレーキなどの非摩擦系のブレーキ主体で停車することが可能で、ドアの開閉もモーター駆動であるため容量が見直されている。
運転台はコンパクトにまとめられている。基本的に2000系と同一であるが、本系列は先頭部分が非貫通構造で乗務員室内に余裕があるため、一部のスイッチ類が中央部に置かれている点が異なる。マスター・コントローラーは加速・減速操作が一体化した右手で動かすワンハンドルタイプで、ノッチは加速が5段階、減速が7段階の範囲で調節できる。

#### 保安装置
自動列車停止装置 (ATS) と列車無線のほか、運転士の体調の急変に備えEB装置を装備する。

### 製造年次による違い
1次車

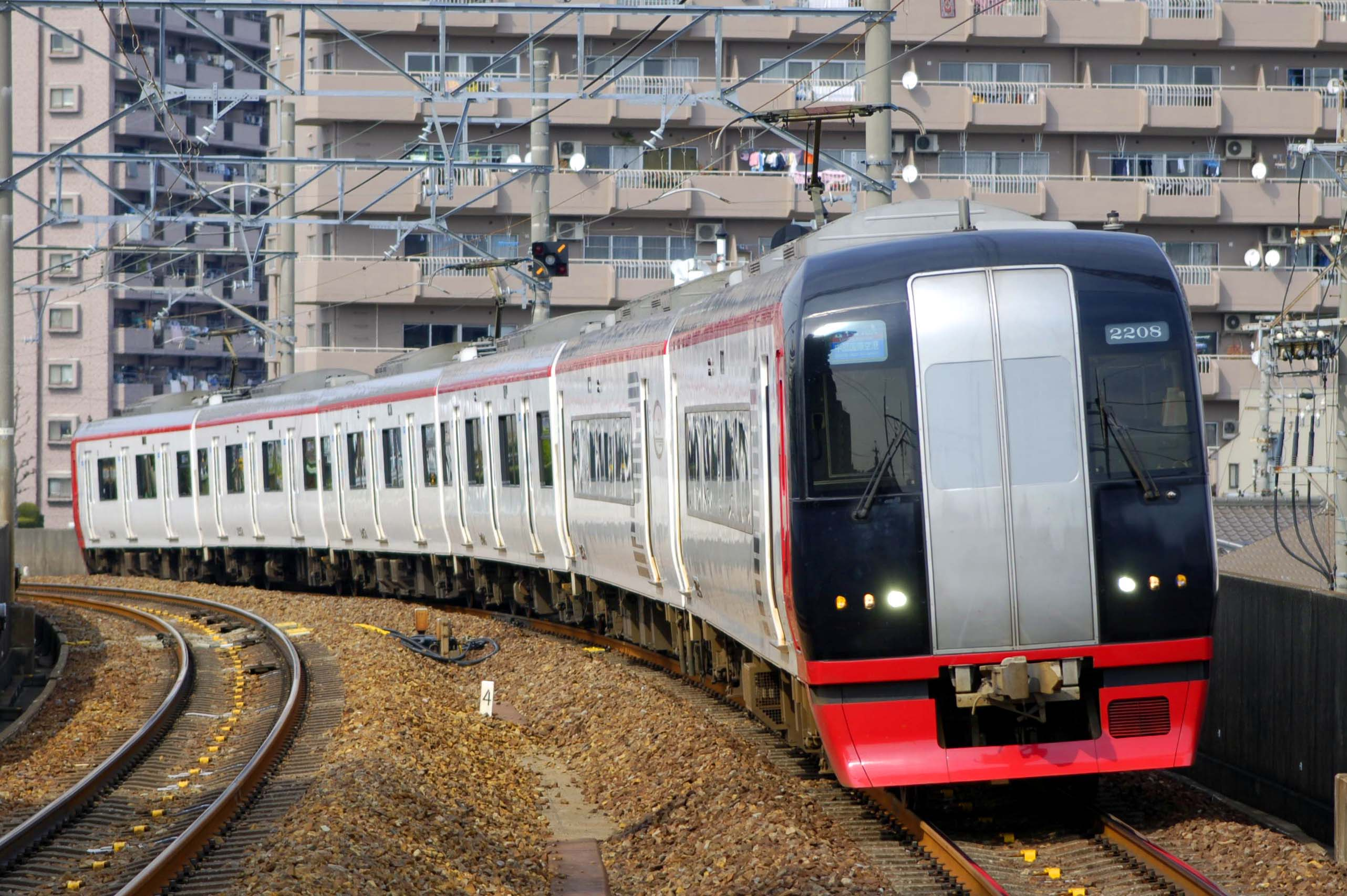
登場当初のカラーリング

2004（平成16）年度に製造された2201F - 2204Fが該当する。落成当初、特別車は2次車と比較して座席が1列分多く、その分荷物置き場が少なく、座席背面のチケットホルダが装備されていなかったが、2次車落成時に1人掛け座席を車椅子対応席を残して撤去して、荷物置き場が増設となり、座席背面にチケットホルダが取り付けられた。一般車はクロスシートが3300系1・2次車、3150系1次車と同様、横2+2列の配置でこの部分にはつり革が装備されておらず、客室内の手すりはピンク色となっていた。また、天井の冷風吹出口はFRP製である。
2次車
2007（平成19）年度に製造された2205F - 2209Fが該当する。それまではごく一部を除いて全車特別車での運行が基本であった、犬山線 - 河和線系統の特急の約半数を一部特別車での運行とするために導入されたもので、特別車は車椅子対応席以外の1人掛け席が荷物置き場となり、窓配置が変わった。また、当初より座席背面にチケットホルダを装備する。一般車はクロスシートの配置が横2+1列となって通路幅が広がり、この部分にもつり革が設置された。このため、一般車の座席定員はモ2300形で4名、他の3両では6名ずつ減少し、立ち席を含む全体の定員は4両合計で10名増えた。また、3150系2次車と同じく手すりの色もライトブルーパープルに変わっているほか、天井の蛍光灯間（冷風吹出口・ラインデリア周り）のパネルがFRP製からアルミデコラに変更されたため、1次車とは天井中央部の見付けに差異が生じている。この5本の編成は営業運転開始当初、常滑駅発車直後に流れるBGMが映画『八十日間世界一周』のテーマ曲「Around the World」となっていたが、すぐに従来車と同じBGMに変更された。
3～5次車
3次車は2015（平成27）年度に製造された2210F、2211F、4次車は2016（平成28）年度に製造された2212F、5次車は2018（平成30）年度に製造された2213Fが該当する。外観は正面下部のスカートの形状を変更した上で塗装がスカーレットに変更され、側面の窓下にもスカーレットのラインが追加されたものとなっている。特別車の号車表記装飾は廃止され、1・2次車ものちに変更された。また、側面行先表示器はフルカラーLED方式に変更された。内装では、特別車は1号車に0A席、2号車に13D席が追加設置され、定員がそれぞれ1名分増加した。一般車は、3色LED方式だった車内案内表示装置がLCD方式となり、スタンションポールが無塗装となった。なお、特別車のLCDは従来通りである。車内案内表示は、従来、駅名の「名鉄」（例:名鉄名古屋 など）を省略して表示（例:次は 名古屋 など）していたが、3次車以降では省略せずに表示するほか、画面下部に中日新聞ニュース等を表示している。
6次車、7次車
1700系の置き換え用として2019年度と2020年度にそれぞれ特別車2編成4両が製造され、2020（令和2）年2月2日に2234Fが営業運転を開始した。2200系5次車からの変更点として、2号車豊橋方への車椅子スペース設置、ドア上のランプの設置、ドアチャイムの音色変更などが挙げられる。2020年度には特別車2編成4両が製造された。
このグループについて、名鉄作成の移動等円滑化取組計画書には「2200系特別車」、製造元の日本車輌製造の車両出場状況においては「2230系」という表記が見られる。

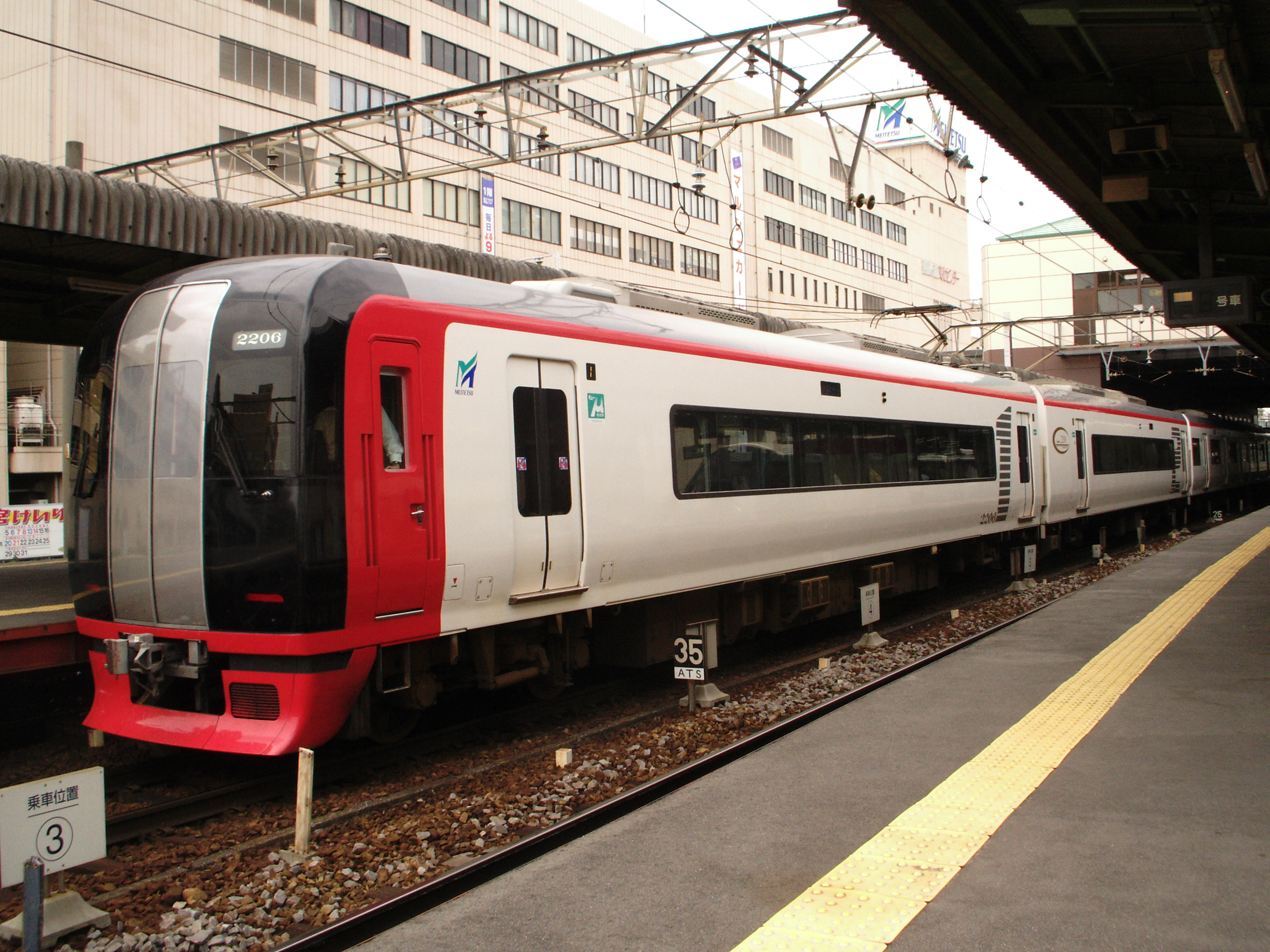
2200系特別車 （1・2次車の外観デザイン変更前）
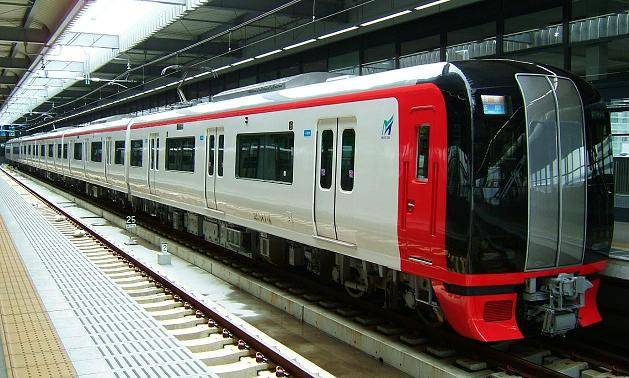
2200系一般車 （1・2次車の外観デザイン変更前）
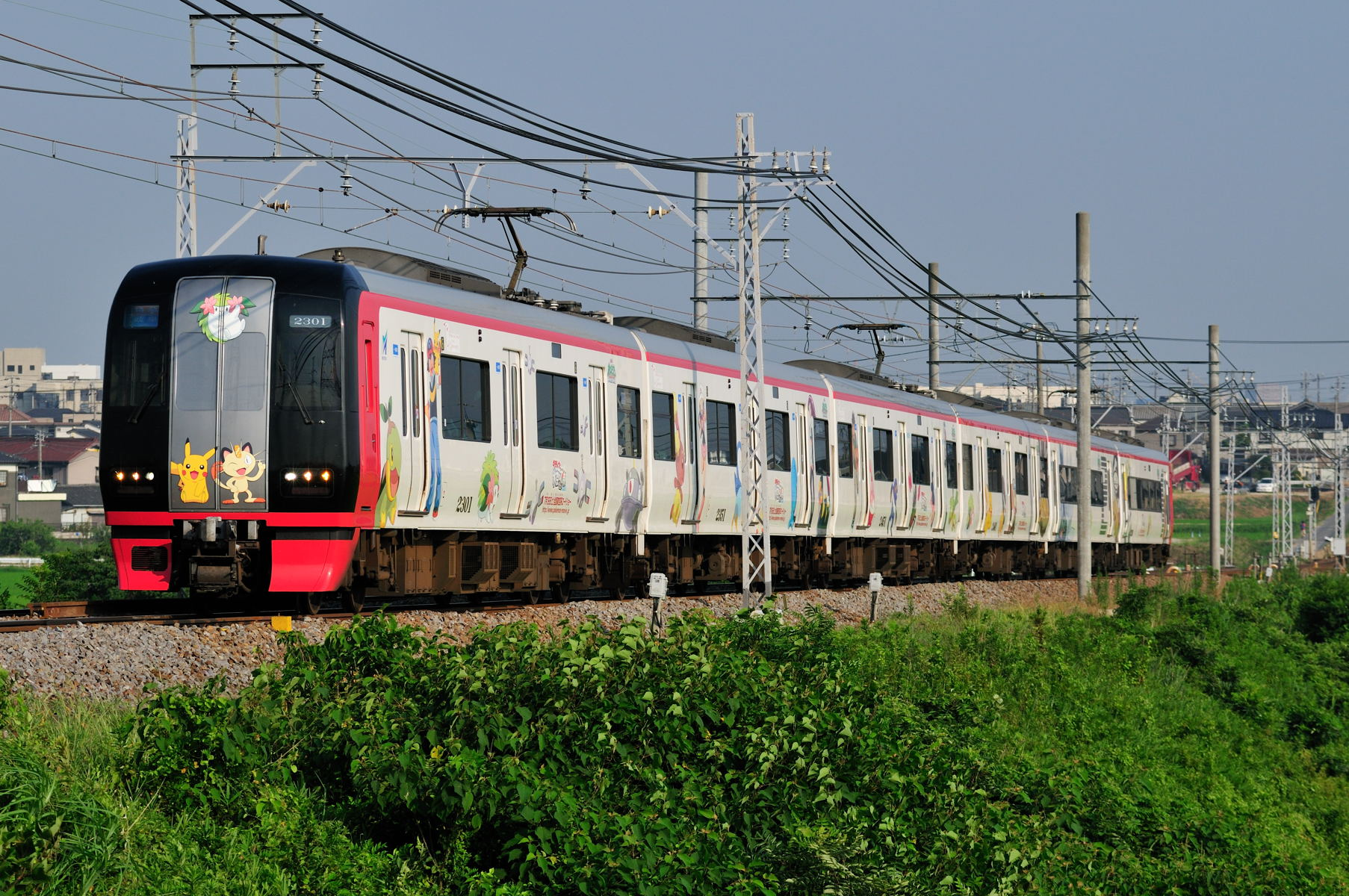
2201Fポケモンラッピング編成 「ギラティナ・シェイミ号」 （2008年7月20日）
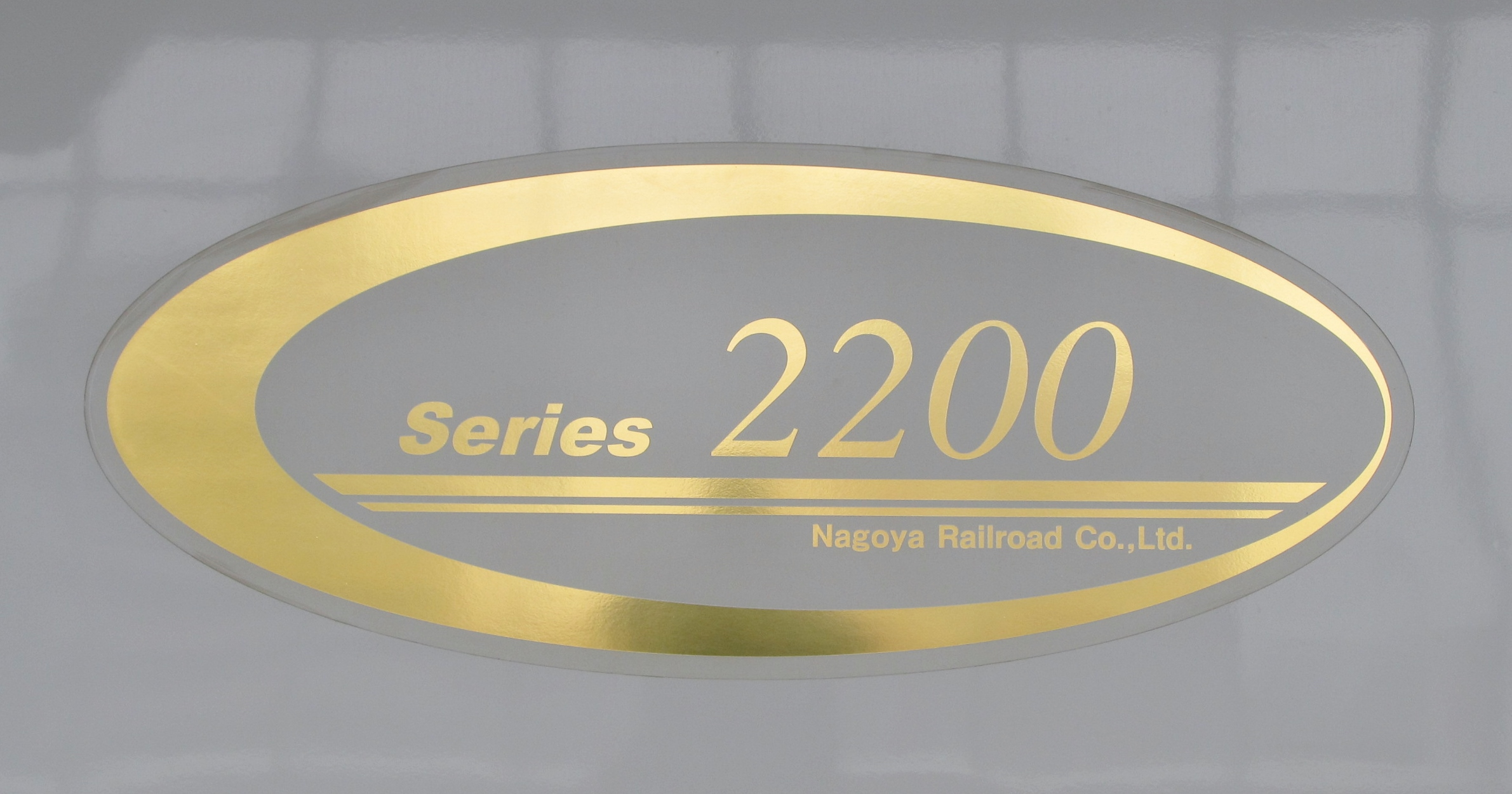
エンブレム
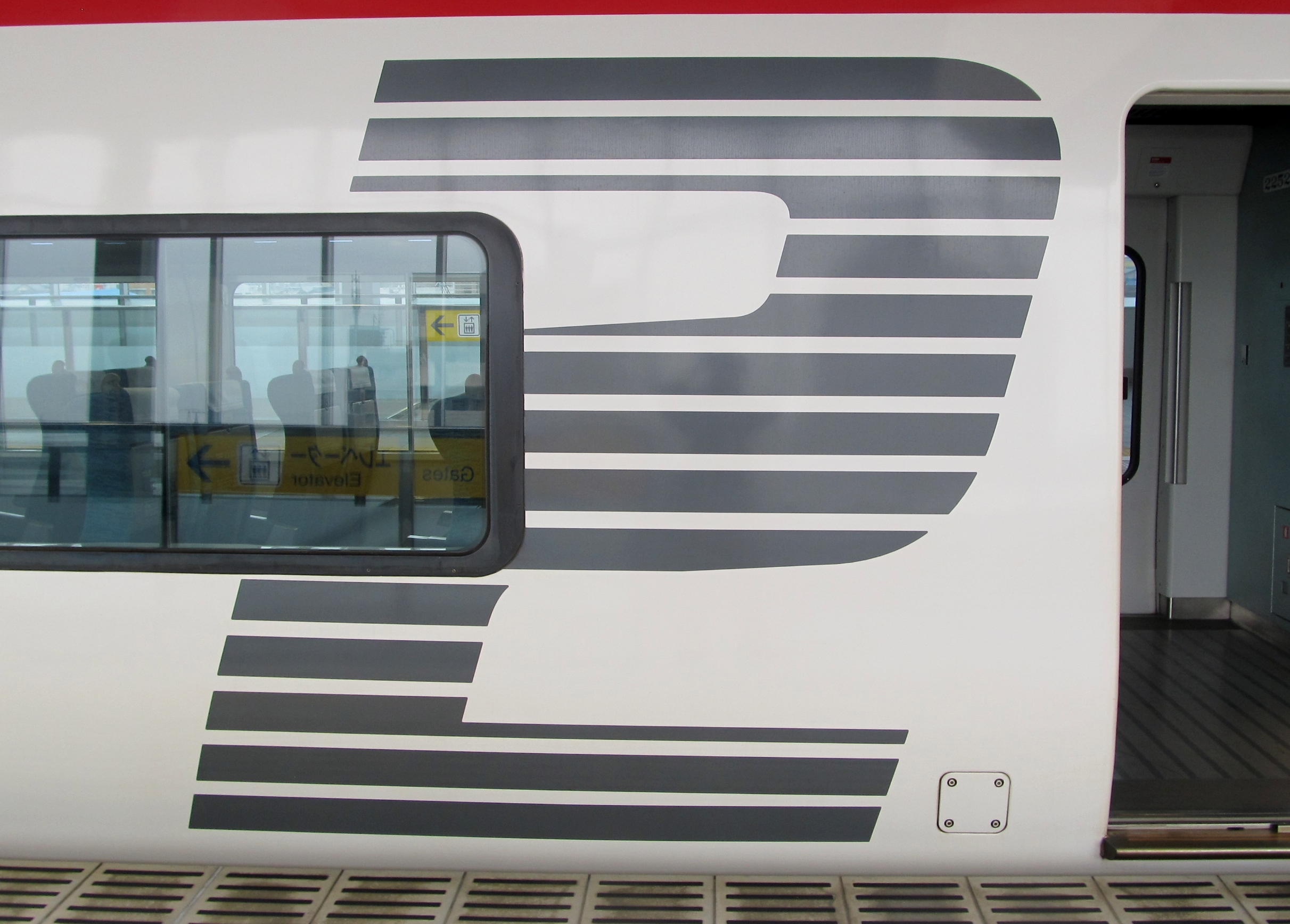
1・2次車に登場当初存在した特別車の号車表示ロゴ（赤帯を追加した時に除去された）
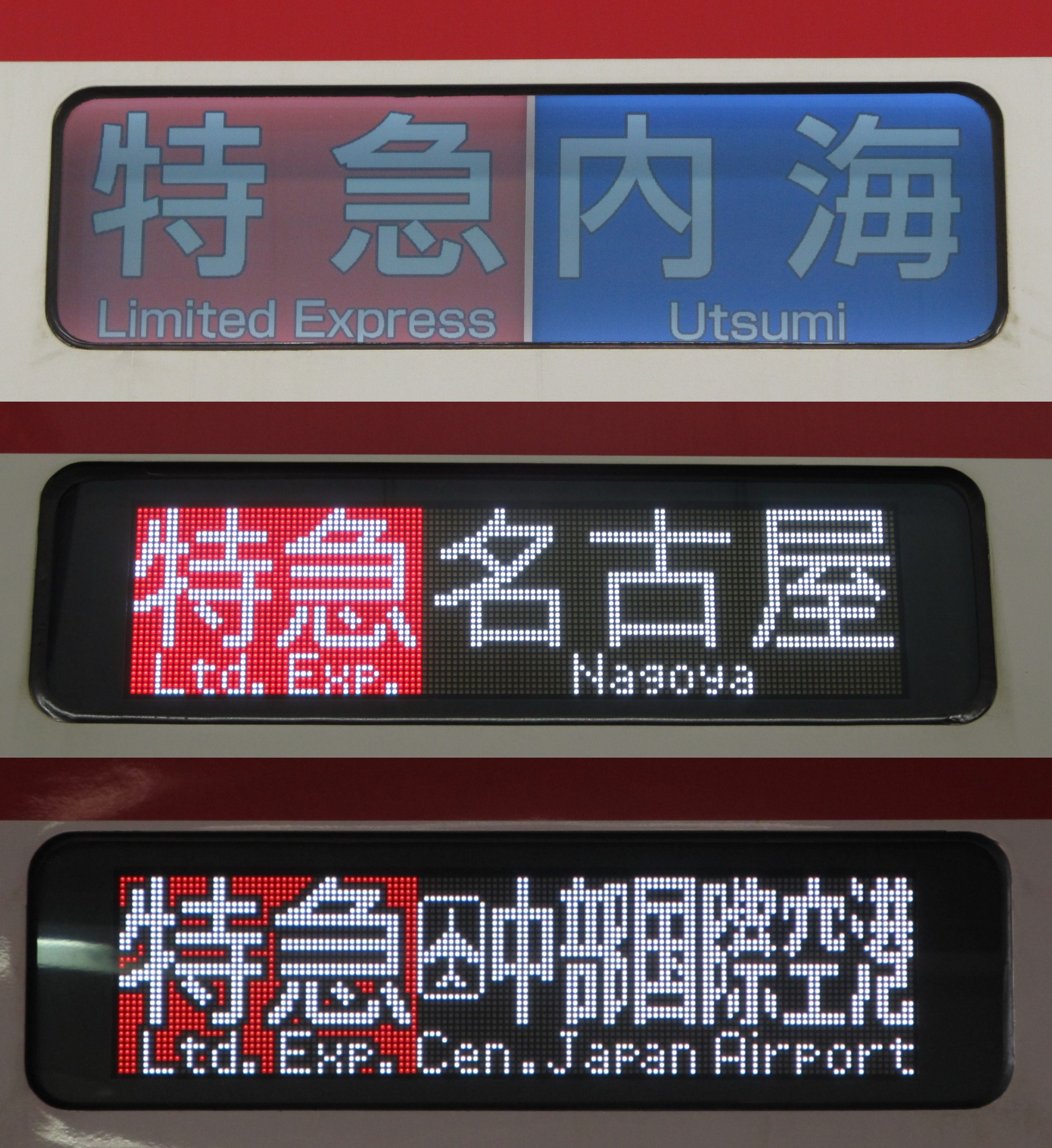
側面種別・行先表示器 （上）2200系1､2次車のオーロラビジョンR-STAY （中）2300系のフルカラーLED表示(旧ROM) （下）2200系3次車以降のフルカラーLED表示(新ROM)
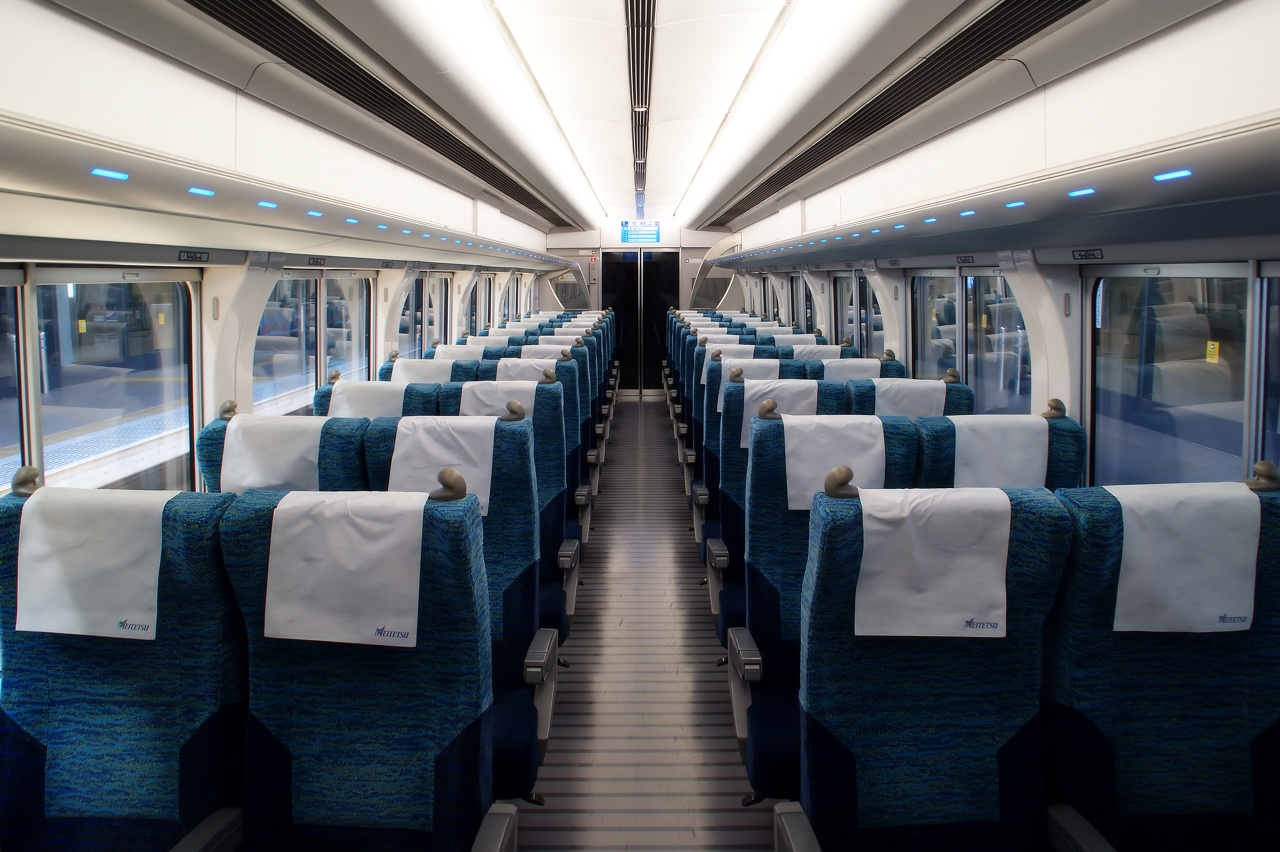
2200系特別車車内 （2000系とは座席の頭あてカバーが異なる）
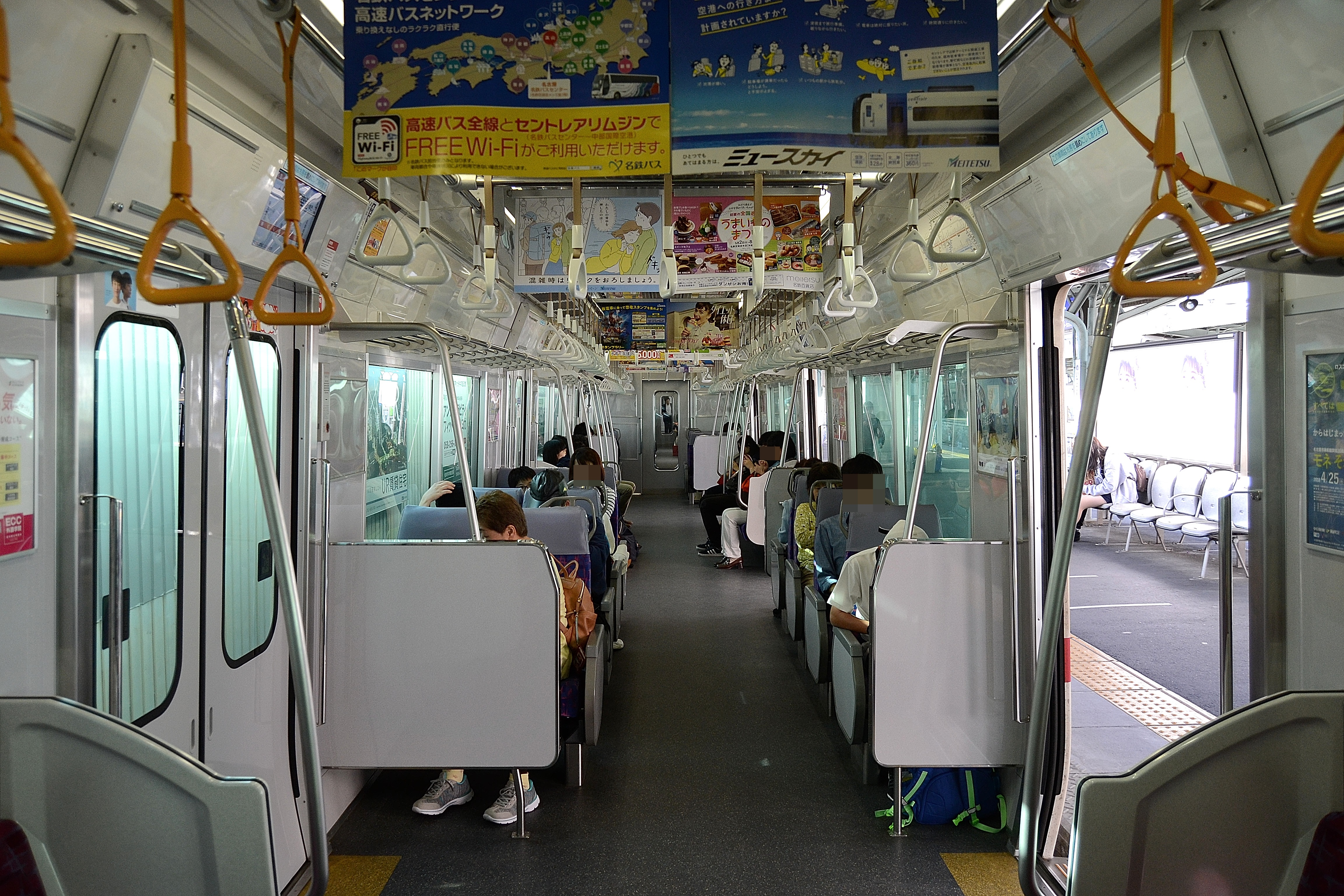
2200系一般車車内 （3次車以降）
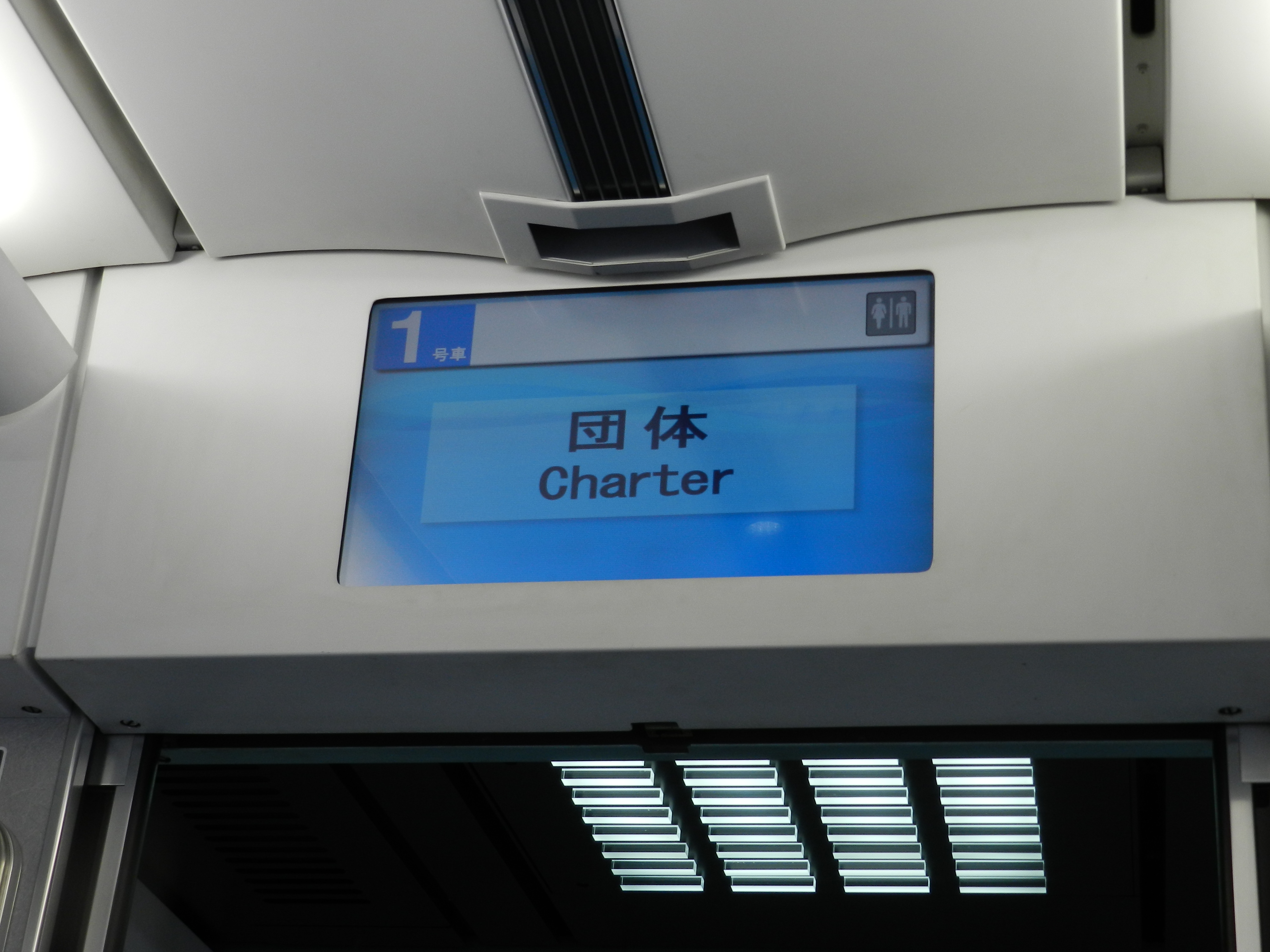
特別車のLCDディスプレイ
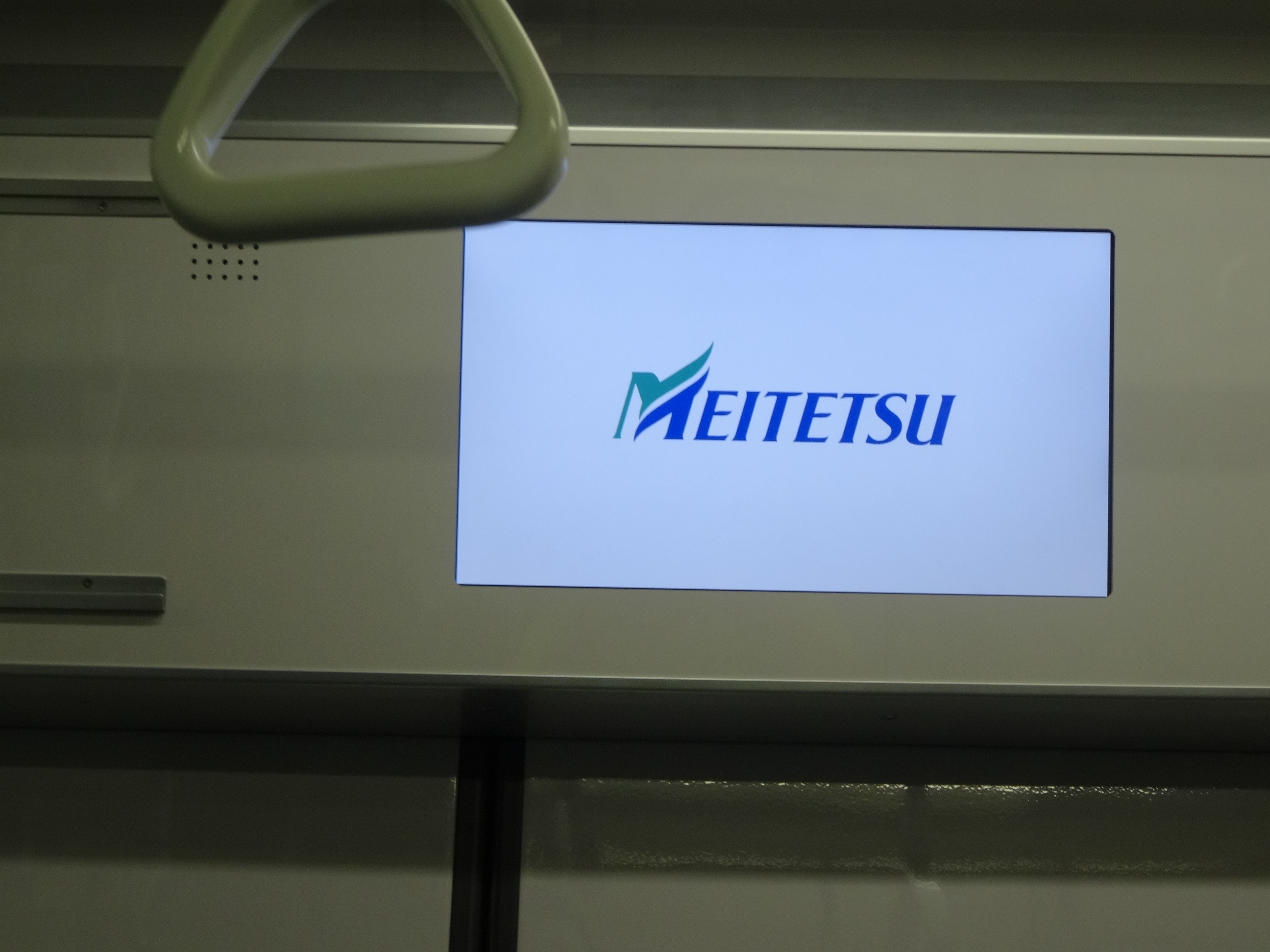
3次車以降の一般車のLCDディスプレイ
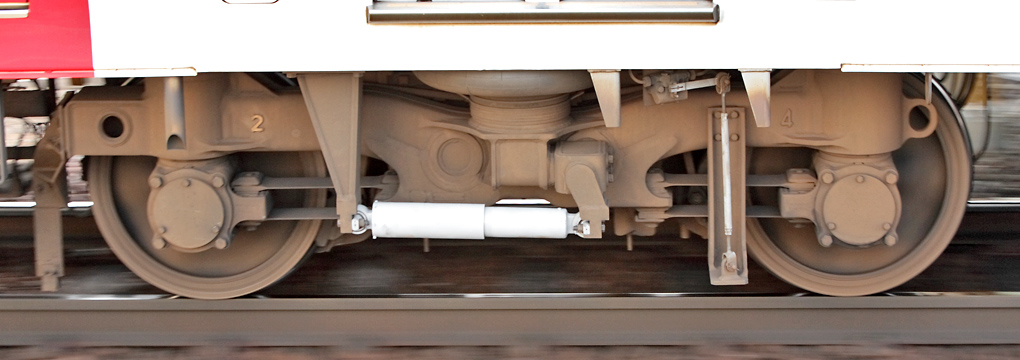
2200系 SS164C型台車（モ2201） 車体傾斜制御信号用の高さセンサーが省かれている。
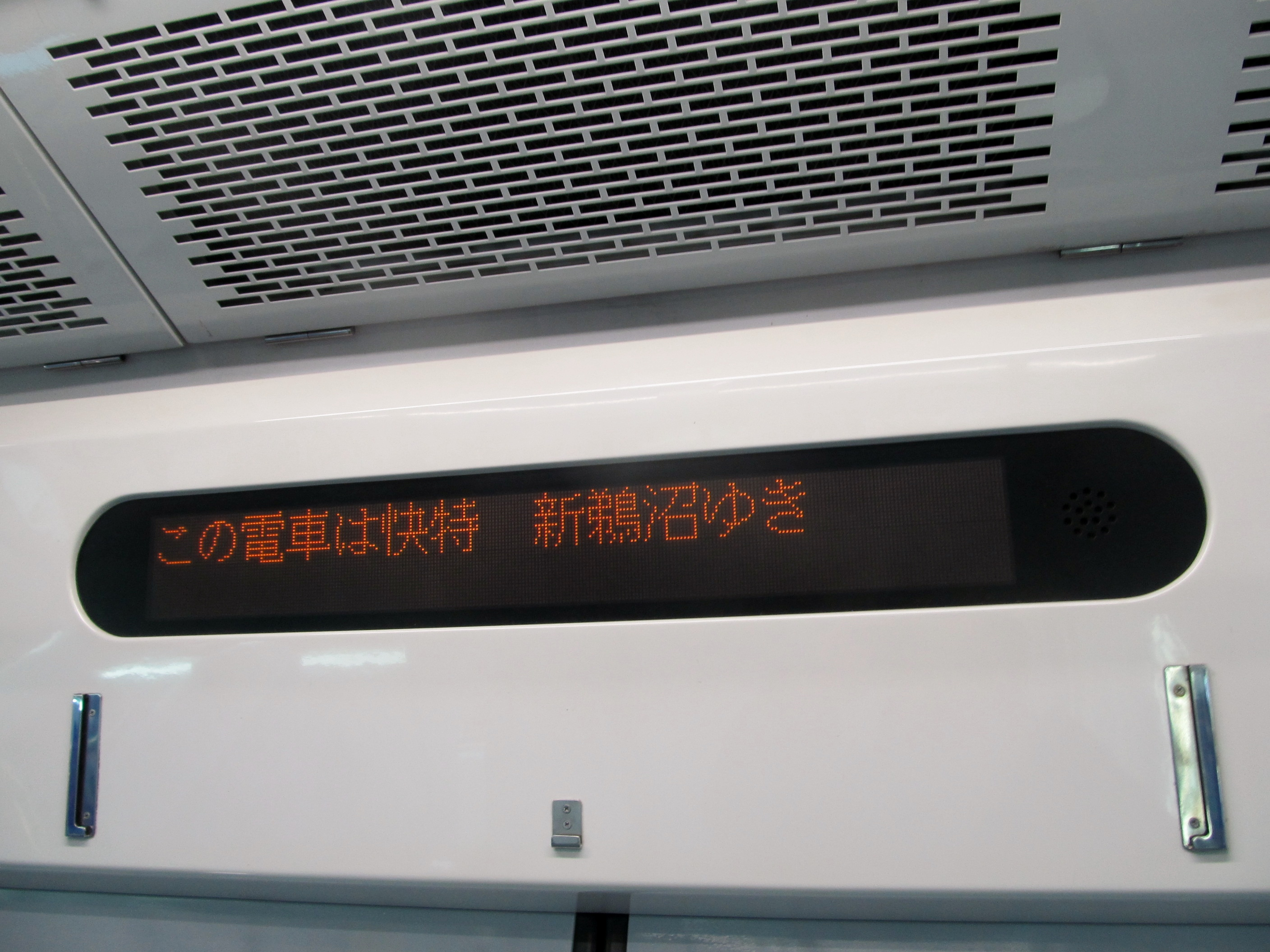
1・2次車の一般車の車内案内表示器

### 改造
2015年（平成27年）から特別車のモ2200形・サ2250形の荷物置場を撤去してその跡に座席を増設する改修工事が行われており、全車両が改修工事を完了している。乗務員室からの視認性向上のため、車体前面に貼られていたワンウェイシートも順次撤去されている。

落成時の座席配置。1次車は2次車落成時に荷物置場を増設して内装を揃えたが、3次車落成後に再び座席配置が変更され、1次車・2次車の荷物置場が一部撤去され3次車以降に準じた配置に変更された。
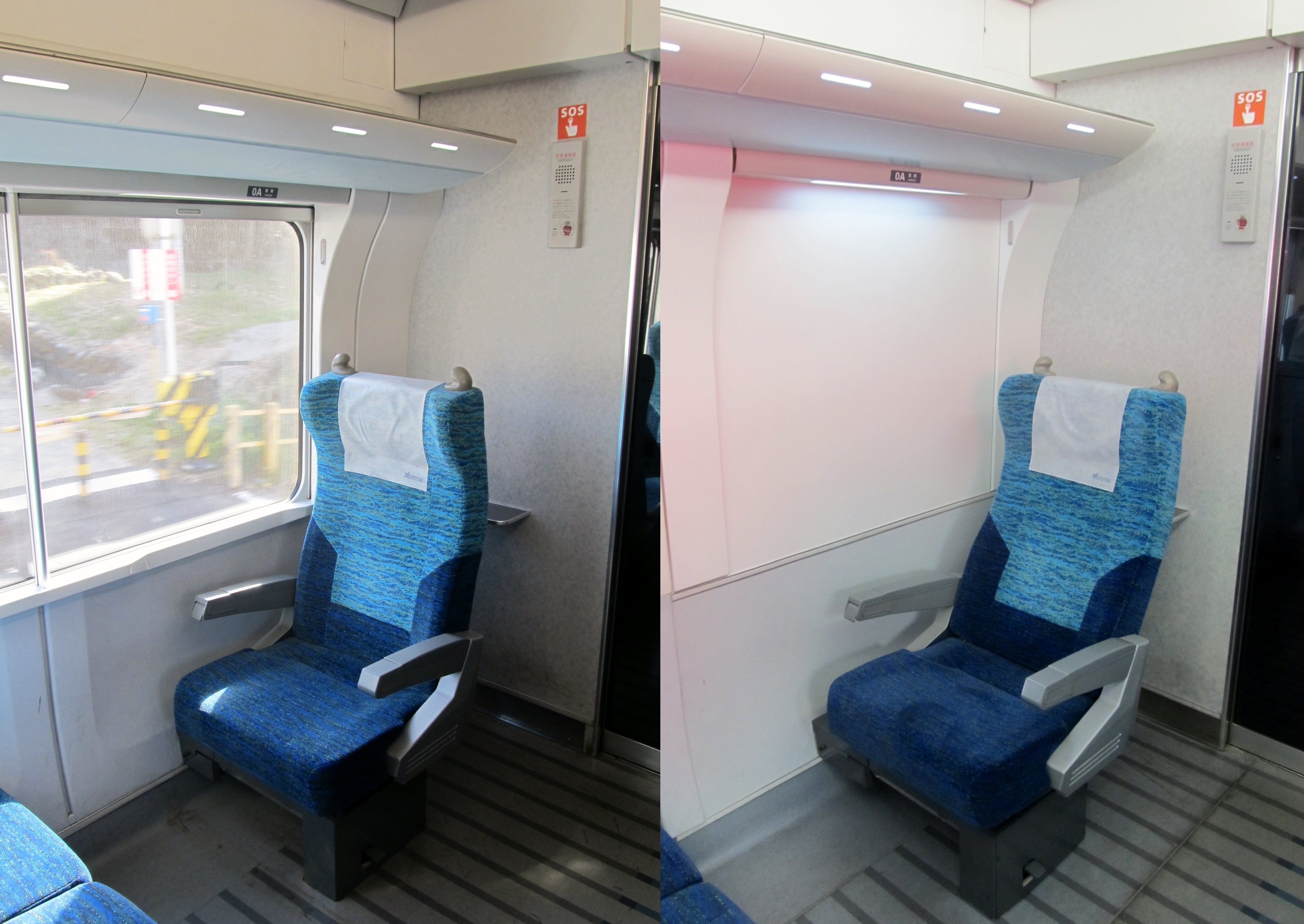
荷物置場撤去後に設置された0A席（左が1次車、右が2次車）。落成時には座席だった1次車には窓があるが、落成時から荷物置場であった2次車には窓がない。
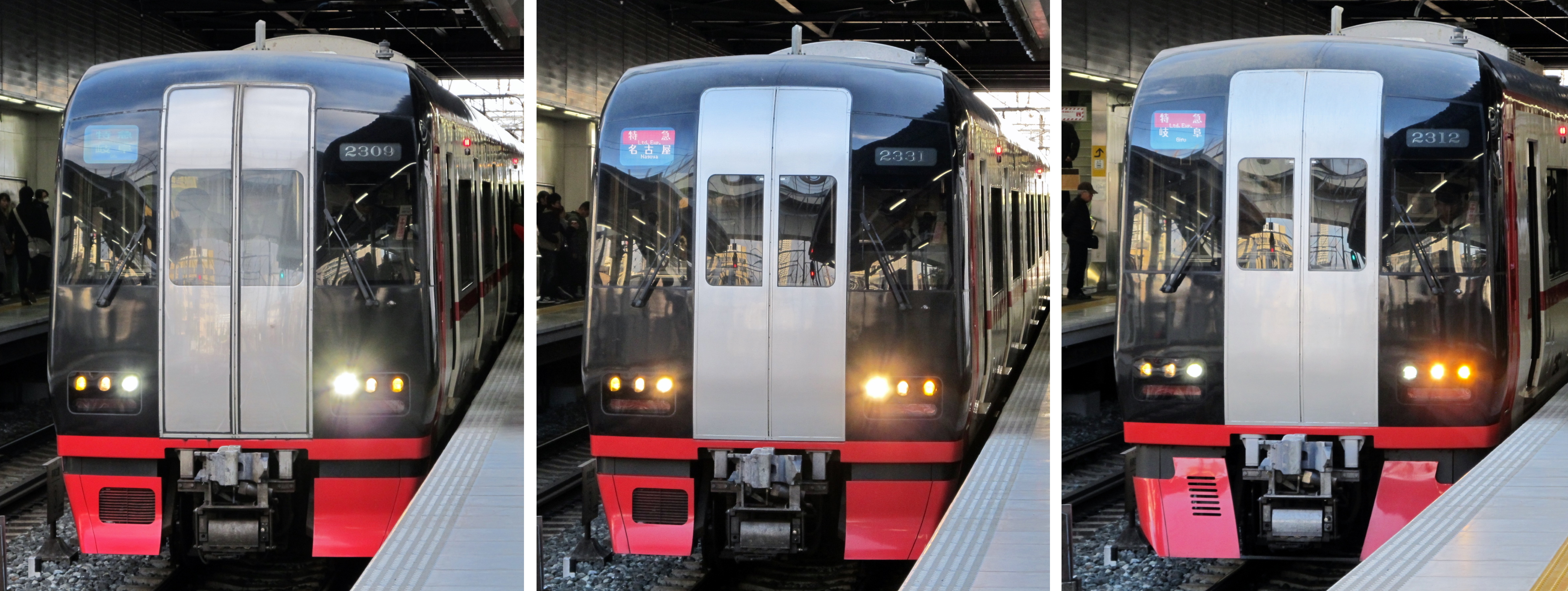
中央部のワンウェイシートが省略されている。左から2200系1､2次車､2300系､2200系3次車以降

### その他
2018年1月9日から3月31日まで、本系列の一般車に設置のつり革のうち1か所が、名鉄グループによる受験生応援企画「MEITETSU SAKURA PROJECT.」の一環として応援メッセージを設置した「合格をつかむ！つり革」とされていた。

## 1700系
2008年（平成20年）12月27日のダイヤ改正から、2000系ミュースカイを除く全車特別車特急を廃止する計画に基づき、全車特別車編成であった1600系は一部特別車編成（特別車2両、一般車4両）へと改造・系列改訂された。3両編成に組成されていた1600系のうち、2008（平成20）年度中に豊橋方先頭車（ク1600形）4両を廃車とし、残った2両（モ1700形+サ1650形）×4本を改造のうえ1700系「特別車」として整備したものである。これに新造の「一般車」4両組成の2300系を加えた「一部特別車」の6両編成の総称を1700系という。
1600系はもともと7000系白帯車を置き換えることを目的として3両編成で製造された車両であるため、改造と組成変更にあたって余剰車の発生が避けられなかった。これにより、余剰となったク1600形4両は転用先や譲渡先が見つからなかったため、登場から9年で使命を終えた。ク1600形の台車や電動空気圧縮機、蓄電池などの一部の機器は新製された2300系転用され、モ1700形に設置されていた自動解結装置および操作盤はモ2300形に移設されている。また、常滑線・空港線で空港特急として2200系と1700系による新編成13本が出揃い、1200系系列が中部国際空港を発着する特急列車の任を解かれた。
方向転換により豊橋・中部国際空港方となった運転台付きの電動車モ1700形をもって新たに1700系の系列名が与えられたが、それに続く中間付随車は1650形のままで改造による改番などは行われておらず、1700系となった系列呼称との間で上2桁の番号のずれが生じている。この改造・改組によって、1000-1200系などと同様の上り方と下り方で前頭形状が異なる一部特別車編成が久々に登場することになった。なお、1600系時代は「パノラマSuper」の愛称が付けられていたが、1700系への改造と同時に愛称を外している。しかし2200系に愛称が設定されていないため新しく愛称は設定されることはなかった。
2019年（令和元年）度以降、本系列の置き換え用として新たな特別車である2200系30番台が製造され、組み換えが行われた。これに伴い、編成から外された本系列は順次廃車となった。2020年（令和2年）2月には、1703Fと1704F（1703-1653、1704-1654）が東名古屋港へ回送、のちに解体された。
残る2編成のうち、先行して1701F（1701-1651）が同年11月1日に運用を離脱した。1702F（1702-1652）は、翌2021年（令和3年）1月23日開催の引退記念撮影会（舞木検査場）の団体列車として運転。翌月の2月10日を以て運行を終了した。同年2月19日から22日に掛けて東名古屋港へ回送、のちに解体された。1700系に改造されて12年、1600系時代からは通算22年と短命に終わった車両でもある。

### 改造点
改造にあたり構体にはほとんど手が加えられていないが、下記の改造が施工された。
全車共通
室内の見付けは2200系特別車とは異なるが、中部国際空港アクセス輸送を考慮して一部の座席を荷物置き場に変更するなど2200系2次車の特別車に準じた仕様となっている。車両両端の一人掛け座席がサ1650形の1か所（車椅子対応）を残して撤去され、代わりに荷物置き場（モ1700形4か所、サ1650形3か所）が設置された。改造後の定員はモ1700形が48名、サ1650形が45名となった。なお、モ1700形はモ2200形に比べて全長が長いため座席1列分4名定員が多い。座席のヘッドレストカバーは「パノラマSuper」のロゴの入ったものから「MEITETSU」のCIロゴの入ったものに変更された。同時に座席背面にチケットホルダも取り付けられた。また、車体側面の号車番号表示は7セグメントマグサイン式からマグサイン風のステッカー貼付とされた。
車体外部の塗装は2200系に揃えられ、前頭部が黒、貫通扉周りが銀、側面は白で、前面隅と屋根肩部分に赤帯を配していたものであったが、後に1600系時代に近い塗装に変更された。
種別・行先表示器については運用開始後しばらく改造前の字幕式で存置されていたが、検査入場時に前面表示器については順次フルカラーLED式に変更された。
モ1700形
前面貫通扉下部に設置されていた「パノラマSuper」の電照表示器、自動幌装置とM式自動解結連結器が撤去され、それに伴い排障器（スカート）下部の左右は一体化された。集電装置はシングルアーム式で、位置は引き続き前頭側である。警笛は、デュアルトーン（和音）の空気笛とミュージックホーンを装備する。従来より搭載していた出力200kWのかご形三相誘導電動機は継続使用されるが、MT比の変更に伴いそのままでは過剰性能となるため、2300系の加速特性に合わせてVVVFインバータ装置の制御プログラムが変更されている。歯車比は変更されていない。また前灯もシールドビームのままである。乗務員室ドアのヒンジは、引き続き車両客室側に設置されている（2200系のドアヒンジ位置は車両先頭側）。
サ1650形
パンタグラフと車内の清涼飲料水自動販売機を撤去、車輪は防音車輪に変更された。側面には2000系・2200系同様に「Series 1700」のエンブレムが貼付された。特徴としてはパンタグラフの撤去跡の空間である。なお、撤去されたパンタグラフは2300系に転用された。同時に方向転換によってトイレと洗面所の位置が2200系と同じ配置になった。モ1700形が純電気ブレーキ装備ではないため、元から搭載していたC-1500型電動空気圧縮機が残され、空気圧縮能力を確保している。
旧1601F
試験的に装備されていた車体傾斜関連の機器は撤去された。旧1601F以外の編成も車体傾斜機能の追加装備に対する準備工事がされていたが、それら関係機器も同時に撤去された。

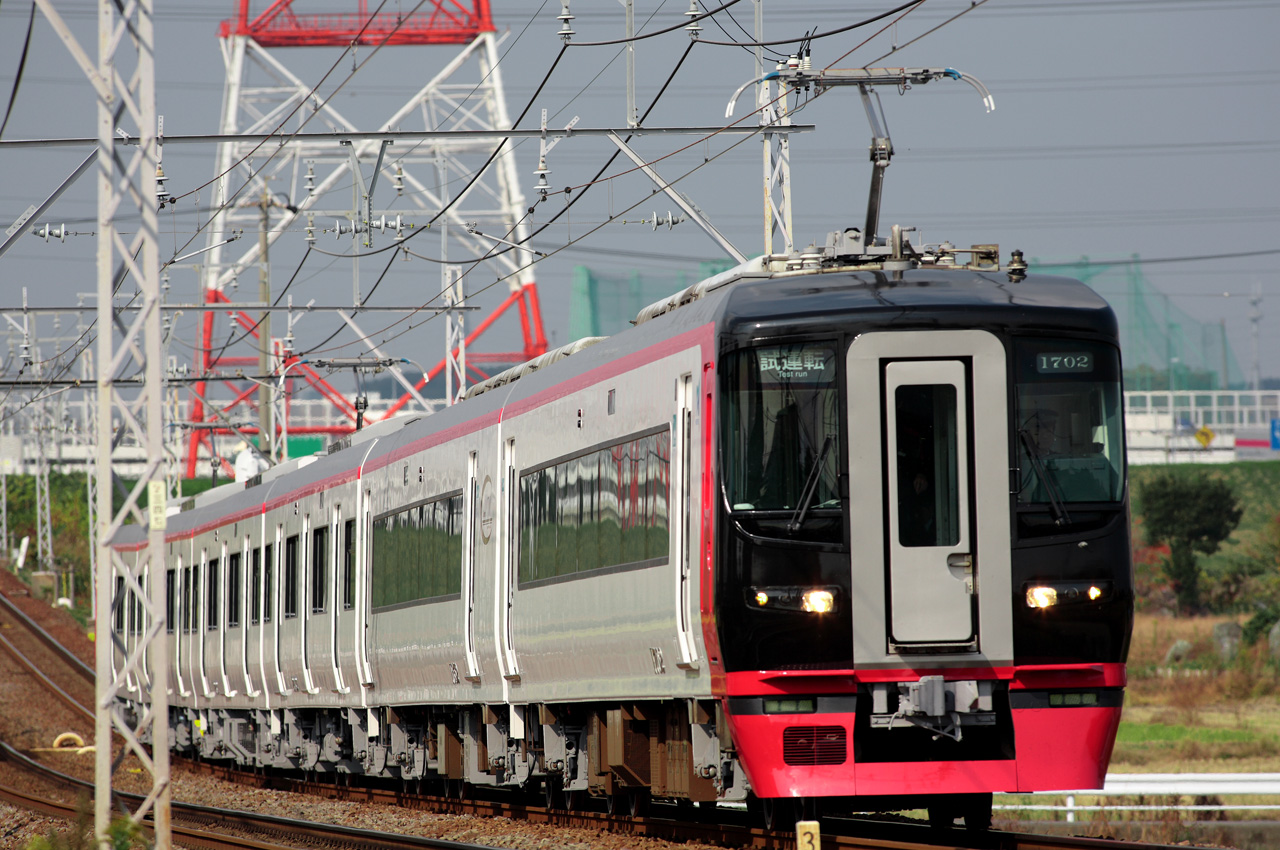
改造当初のカラーリング 前面行先表示器は幕式
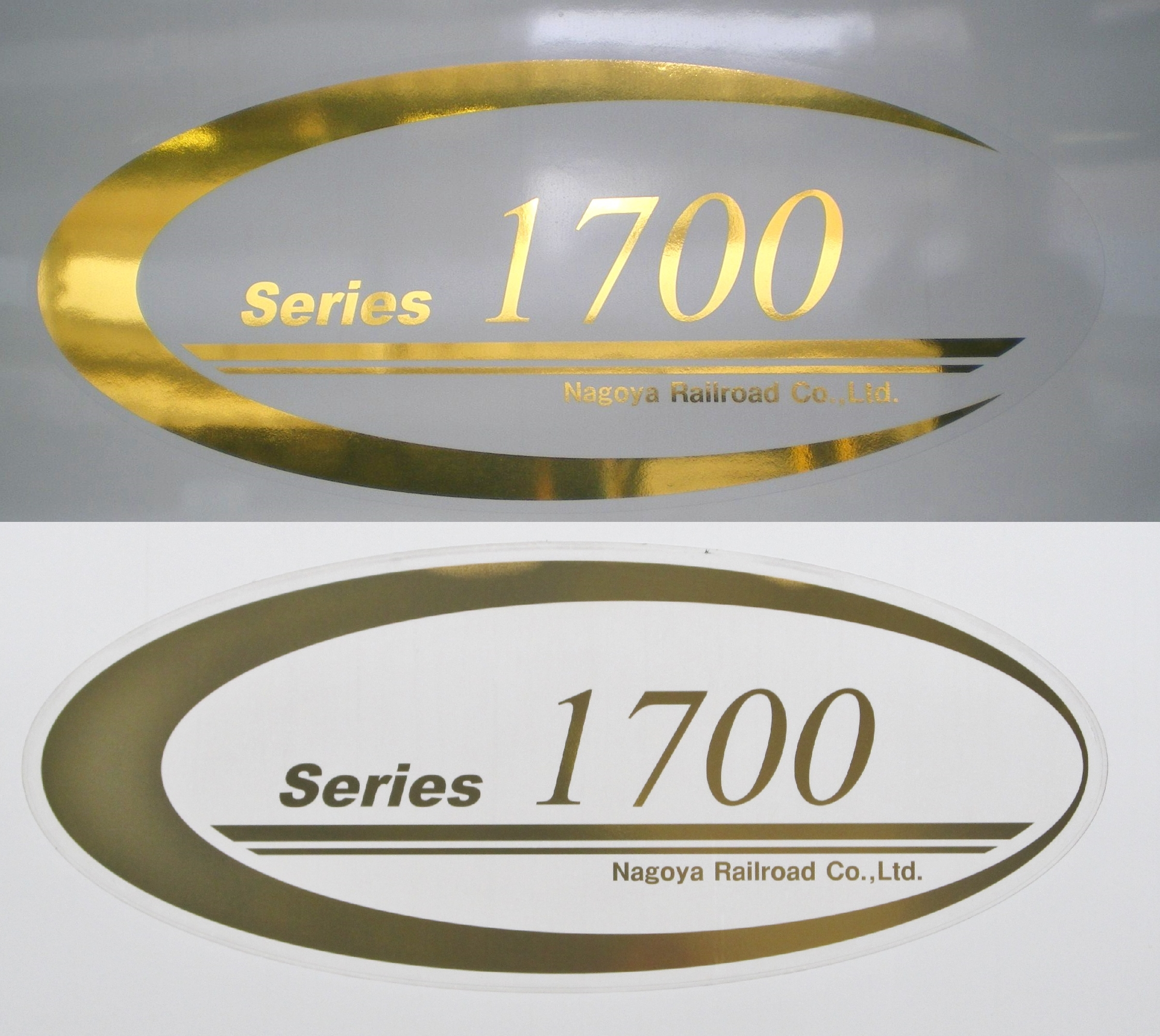
エンブレムの変遷 上が落成当初、下が新塗装後
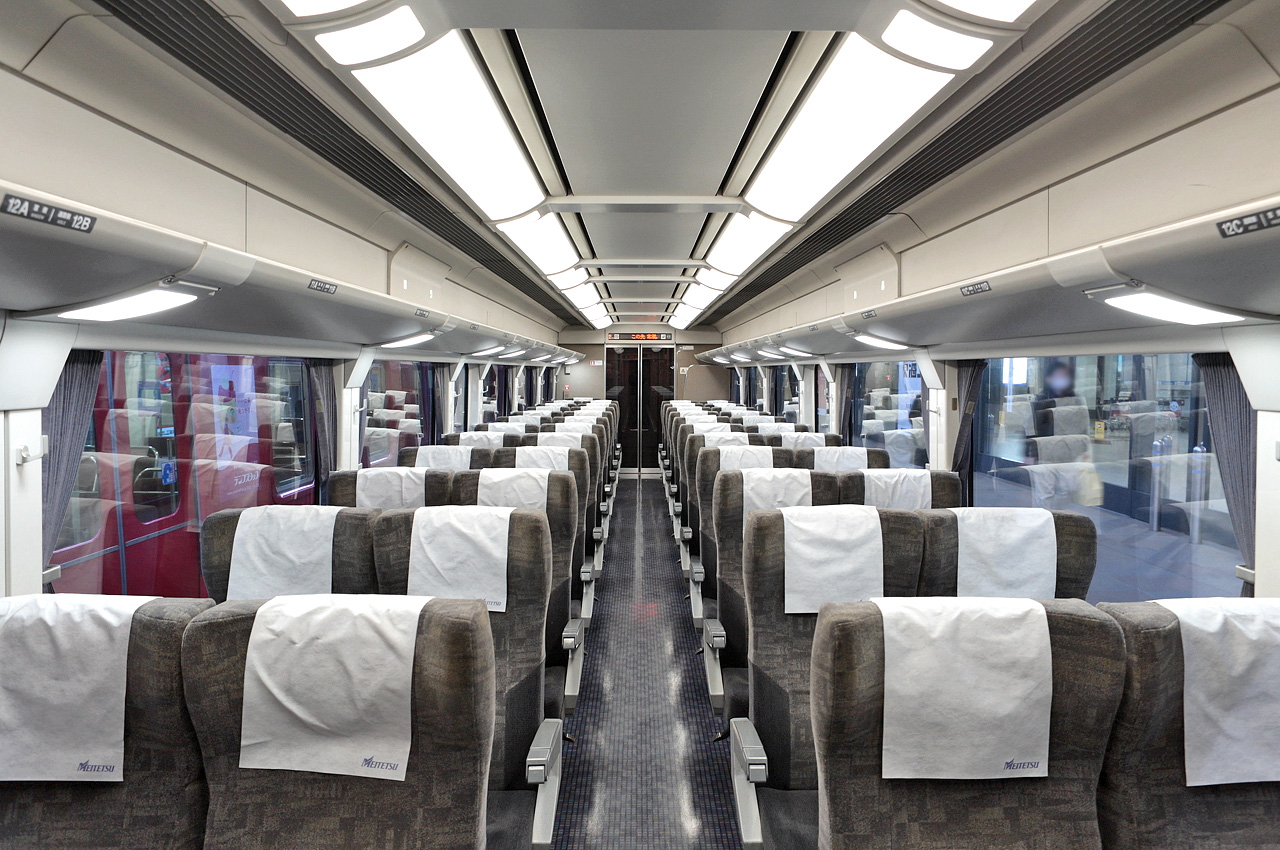
サ1650形 室内
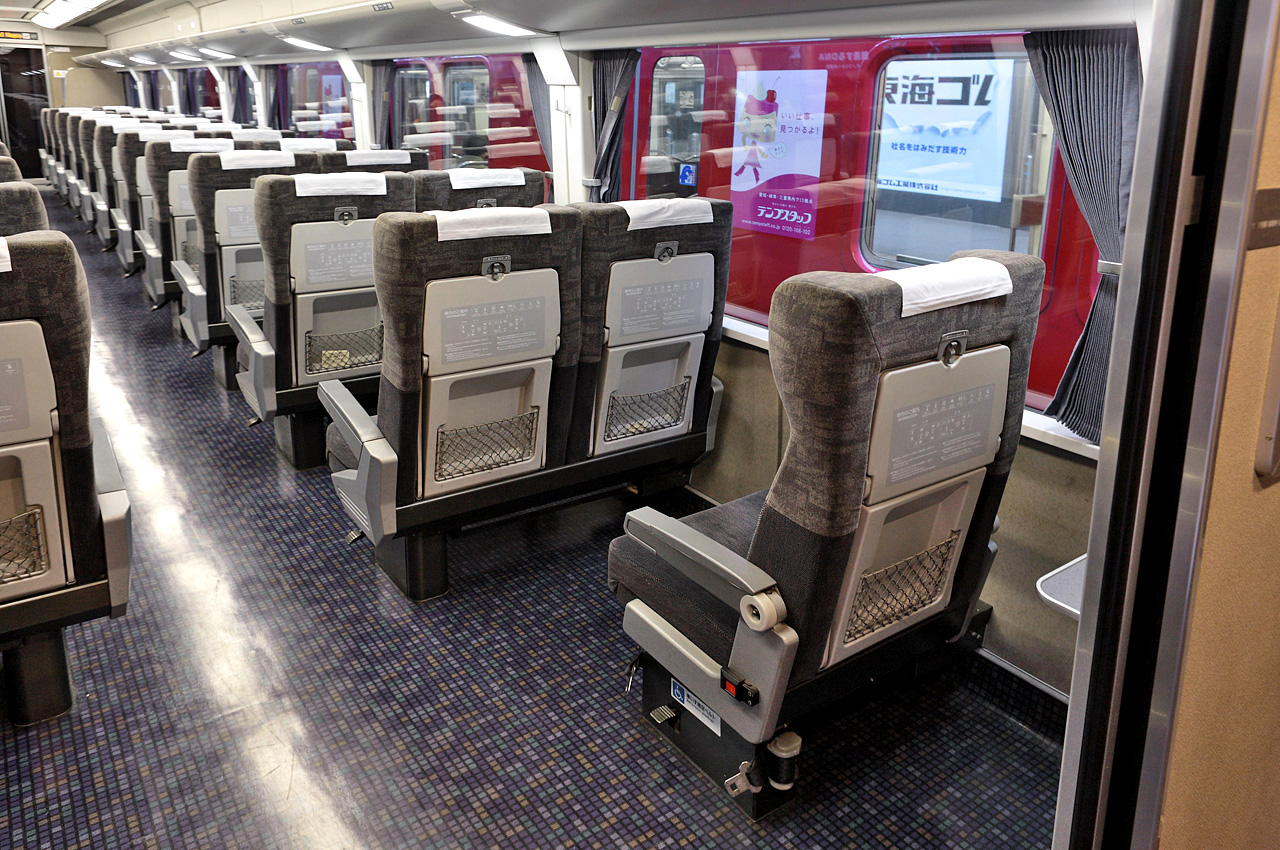
サ1650形 車椅子対応座席
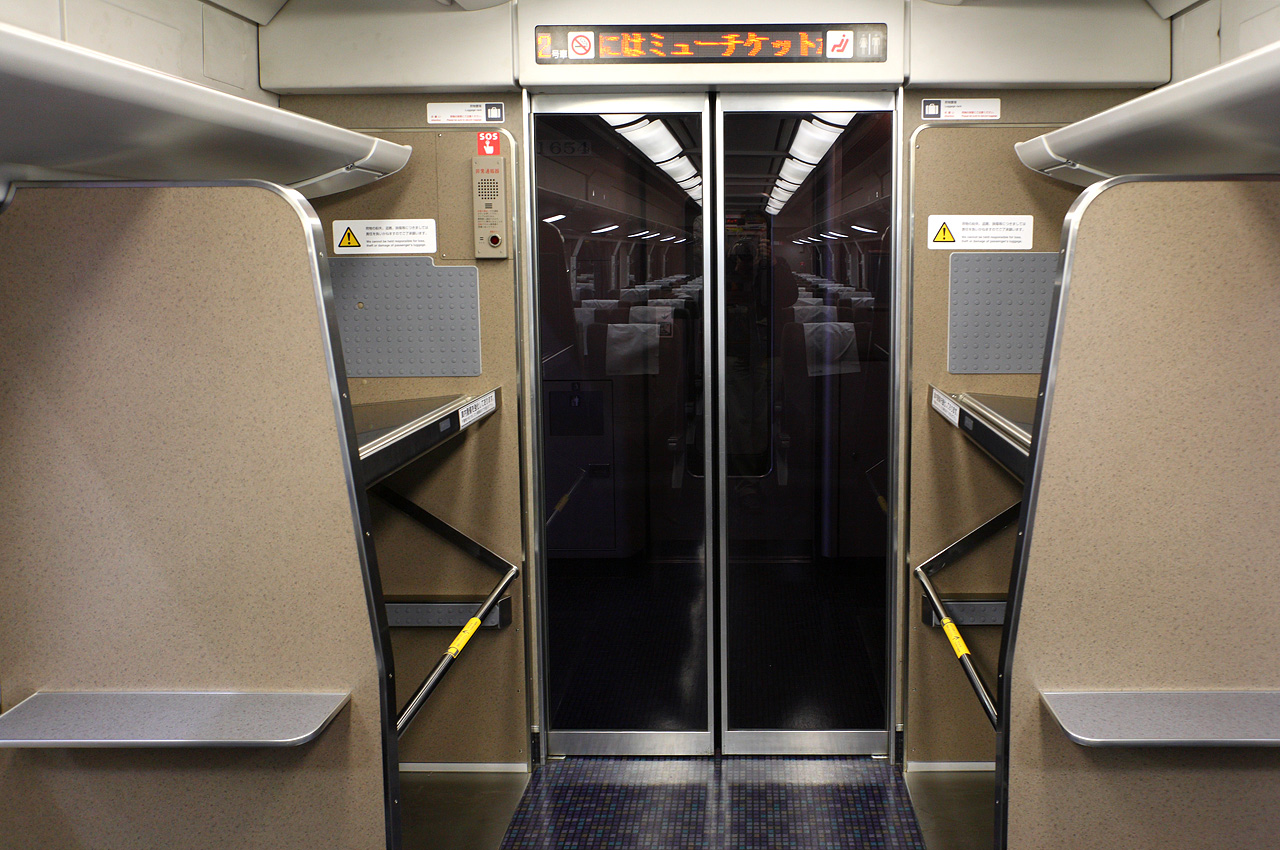
サ1650形 荷物置き場
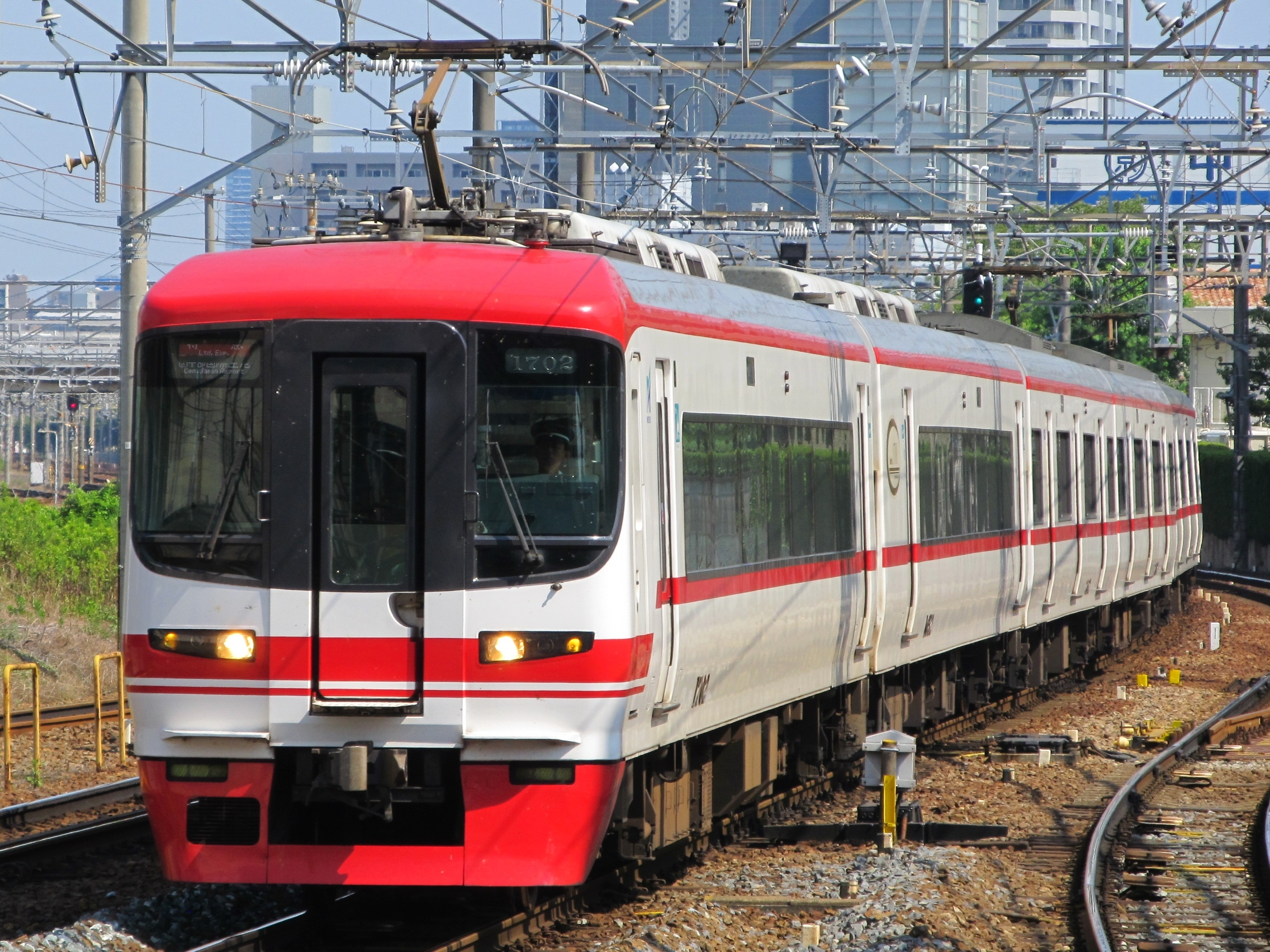
新塗装後は1600系に似た塗装になった。
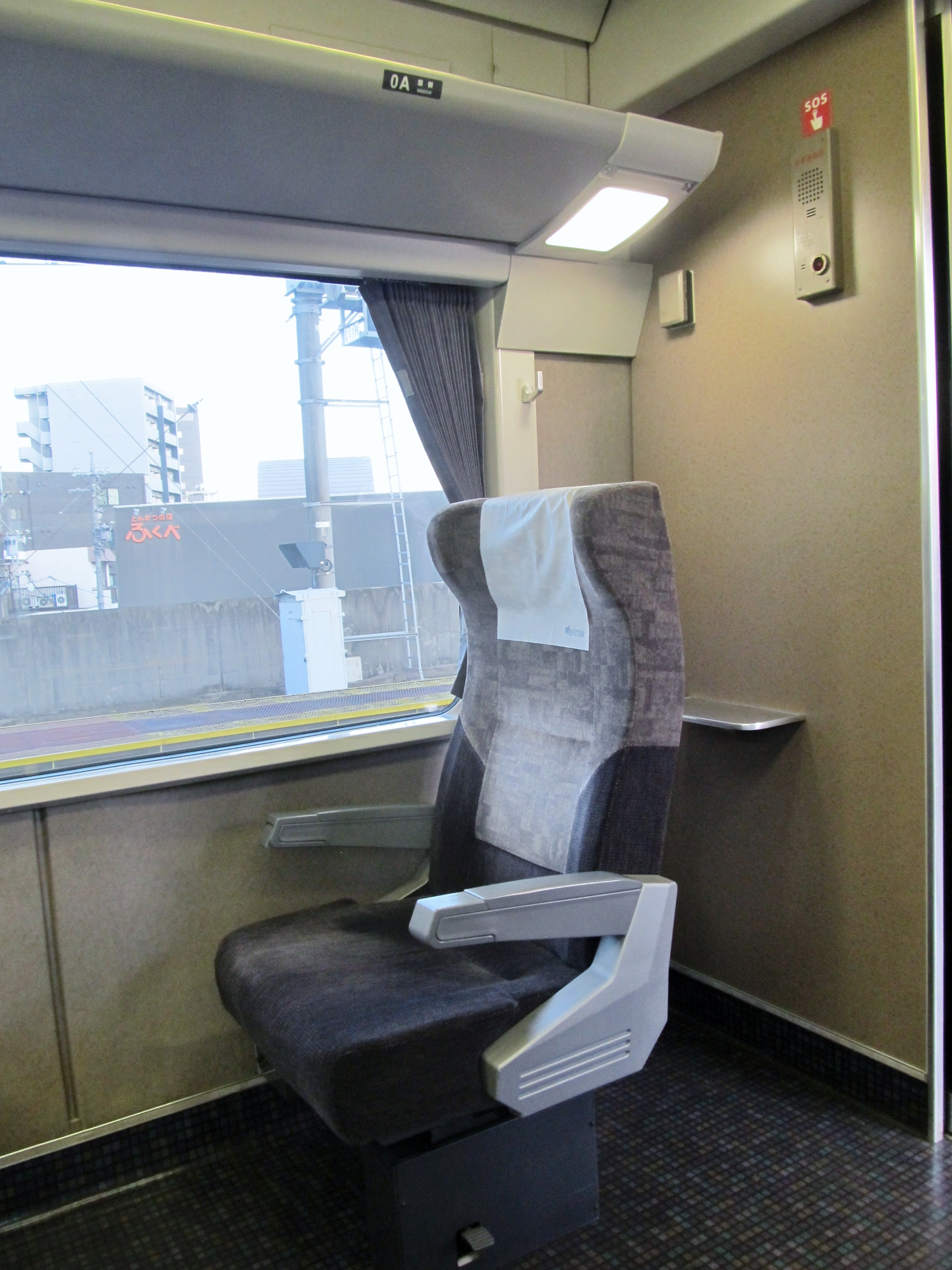
1700系の0A席

### 竣工後の改造
2200系と同様に2016年から特別車のモ1700形・サ1650形の荷物置場撤去・座席増設工事が行われており、2018年4月1日現在、全編成が改修工事を完了している。

### 沿革
1999年（平成11年）
- 5月10日 - 1600系として座席指定席の特急用であった7000系白帯車の置き換え用として営業運転を開始。

2008年（平成20年）
- 6月28日 - ダイヤ改正に伴い1600系の定期営業運転終了。
- 7月13日 - 三河線にて1600系としてのさよなら運転が実施される[24]。
  - 猿投駅構内の検車場を出庫し、豊田市駅で乗客を乗せて土橋駅 - 知立駅間を2往復し、再び豊田市駅に戻って最後の客扱いを行い、猿投駅に戻るという行程であった。三河線で本系列が営業運転されたのはこれが唯一の事例である。土橋駅では撮影会および運転台見学会も開催される。なお、運転時には「パノラマSuper」に代わって「1600系 Last Run 3両運転」と表記された特製愛称板が装着される。
- 8月17日深夜・8月18日早朝 - 舞木検査場から大江駅まで廃車回送が実施され、その後ク1600形4両は解体工場へ陸送される[30]。
- 10月28日 - 一般車2300系が甲種輸送される。
- 11月11日 - 本線試運転を開始。
- 12月2日 - 1703Fを舞木検査場で報道陣に公開。
- 12月26日 - 1700・2300系の「一部特別車」6両編成として、翌日のダイヤ改正を待たずに営業運転を開始。

2015年（平成27年）
- 8月 - 1701Fの塗装を変更。2200系3次車のデザイン変更に伴うもので、1700系側の先頭部はかつての1600系に似せた外観となった[31]。

2016年（平成28年）
- 1月 - 特別車の荷物置場撤去・座席増設を目的とした改修工事が開始される[19]。
- 3月 - 1704Fの塗装を変更。これにより1700系全編成のデザイン変更が完了した[32]。

2020年（令和2年）
- 2月2日 - 1704Fの編成組み替えが行われ、代替となる2234Fが運行を開始[33]。
- 2月23日・24日 - 組み換えに伴い余剰となった1703Fと1704Fの特別車が東名古屋港へ廃車回送される[27]。

2021年（令和3年）
- 1月23日 - 最終編成となる1702Fを対象に、舞木検査場にて記念撮影会を開催（抽選応募）。本宿駅発、舞木検査場行きの団体列車が運転された[28]。
- 2月22日 - 1701Fと1702Fの特別車が廃車となる[34]。

## 2330系
本系列は、2008年に廃車されたク1600形の走行用機器を一部使用し、上記の1700系との組成をさせて製造された特急用一般車車両である。一部特別車特急の編成不足を補うため、4両編成4本（16両）が落成された。2200系2次車の一般車とほぼ同一仕様であるが、一部変更点がある。車両番号は2200系を今後配備する可能性を鑑みて、2200系からの連番にする際に混同するため、30番台のそれぞれ31・81からの付番となっている。そのため2330系と呼ばれることがあるが、正式な形式名は車両番号通りの2330系ではなく2300系となっており、2200系一般車と区別する際の呼称は2300系30番台か2200系2330番台となる。
側窓（窓框）の位置自体は特別車に比べて一般車の方が高いが、天地寸法は1600系の窓が元々大きめだったため、その差は2200系に比べれば小さい。一般車の室内高が2,305 mmで、名鉄の冷房車では最も高い点は2200系と同じである。制御方式は2200系と同一のIGBT素子を用いたVVVFインバータ制御（1C2M × 4群、一基のインバータ装置で2個のモーターを制御する4組で構成）で、定格出力170kWのかご形三相誘導電動機を駆動する。1700系（特別車）の客用案内装置はの1段表示が可能な3色LED方式になっているのに対して、2200・3300系と同様な2段表示可能な3色LED方式のものとなっている。デュアルトーン（和音）の空気笛と日本語と英語の2ヶ国語対応の自動放送装置・車内チャイム・空港チャイムおよびBGM装置とドア開閉自動放送装置とブレーキ制御装置は廃車となったク1600形の装置を流用し、2000・2200系と同様のミュージックホーン・電子ホーン・純電気ブレーキ装置を新設した。
2019年度における1700系特別車の更新に伴い、2333、2334編成においてwi-fiの設置、室内灯LED化およびモ2300形に非常梯子が設置された。

### 2200系一般車からの変更点
方向転換した1700系との連結のため、サ2400形の豊橋側で引き通し線を逆転させている。
種別・行先表示器はフルカラーLED式に変更された。中部国際空港行きに運用される際の航空機マーク表示は、2200系での種別側表示に対し行先側への表示に変更されている。
床材は従来のブルーグレー系の濃淡2色から淡いブルーグレー系の単色に変更となり、出入り口付近が黄色となった。
豊橋・中部国際空港方の車端部のロングシートすべて優先席となり、この部分のスタンションポールとつり革は黄色にすることで他の座席との区別を図った。
ドアチャイムは2200系と音程が異なるのものが搭載されている。
先頭車前面中央部は2200系モ2300形では厚さ8 mmのポリカーボネート製であったが、2300系モ2300形の前面中央部はこれを鋼板に変更した上でシルバーメタリック塗装とした。そのため、外観上はマジックミラーになっている中央部の窓が2200系モ2300形よりも目立っている。
特別車と一般車の間には段差が生じており（1700系は床面高さは1,140 mm、2200系30番台は床面高さは1,100 mm）、その部分の貫通扉には「この先段差あり」と注意を促すステッカーが貼られている。その段差は、2300系サ2400側の渡り板に急傾斜のある段差とフットセンサーによる段差で、いわゆる階段状になっている。一般車側の段差に滑り止めのテープ（黄色）を貼り付け注意を促している。
また、サ2400とサ1650の渡り板の連結部には、サ1650側の自動扉のフットセンサーがつけられており、サ2400側にその装置の配線が接続されている（改造前はク1600（廃車）に接続されていたため）。なお、サ2400側は、サ1650（自動扉）と非連動の手動扉である。特別車を1700系から2200系6次車へ入れ替えた後は、一般車と特別車の間の渡り板上のフットセンサーとその配線は撤去され、渡り板は、2200系のものと同じ通常の鉄板（ただし特別車側と一般車側の両方に小さな段差はつけてあり、一般車側の段差は高め）に変更されている。
基本的に、名鉄車両は貫通扉を山側→海側の方向に開ける事で統一しているが、モ1700、サ1650を方向転換した事で特別車と一般車とのつなぎ目で開ける方向が互い違いになることを防ぐため、2300系30番台サ2400の特別車側では2200系サ2400とは逆方向に貫通扉を開けるようになっている。

## 編成表
2008年末時点の車両番号を基本として記載する。以降の増備編成は備考欄を参照。豊橋側2両が特別車、岐阜側4両が一般車である。
凡例Mc …制御電動車、M …電動車、T…付随車
VVVF/SIV…車両制御装置、CP…電動空気圧縮機、PT…集電装置
|           | ← 豊橋岐阜 → | ← 豊橋岐阜 → | ← 豊橋岐阜 → | ← 豊橋岐阜 → | ← 豊橋岐阜 → | ← 豊橋岐阜 → | 製造次数 | 落成日     | 外観デザイン変更日    |
| 形式      | モ2200       | サ2250       | サ2400       | モ2450       | サ2350       | モ2300       | 製造次数 | 落成日     | 外観デザイン変更日    |
| 区分      | Mc1          | T1           | T2           | M            | T2'          | Mc2          | 製造次数 | 落成日     | 外観デザイン変更日    |
| 車両 番号 | 2201         | 2251         | 2401         | 2451         | 2351         | 2301         | 1次車    | 2004/12/22 | 2015/9/14             |
| 車両 番号 | 2202         | 2252         | 2402         | 2452         | 2352         | 2302         | 1次車    | 2004/12/27 | 2016/7/1              |
| 車両 番号 | 2203         | 2253         | 2403         | 2453         | 2353         | 2303         | 1次車    | 2005/1/7   | 2016/9/20             |
| 車両 番号 | 2204         | 2254         | 2404         | 2454         | 2354         | 2304         | 1次車    | 2005/1/11  | 2016/10/27            |
| 車両 番号 | 2205         | 2255         | 2405         | 2455         | 2355         | 2305         | 2次車    | 2007/5/12  | 2016/12/14            |
| 車両 番号 | 2206         | 2256         | 2406         | 2456         | 2356         | 2306         | 2次車    | 2007/6/10  | 2017/3/8              |
| 車両 番号 | 2207         | 2257         | 2407         | 2457         | 2357         | 2307         | 2次車    | 2007/6/17  | 2016/1/30             |
| 車両 番号 | 2208         | 2258         | 2408         | 2458         | 2358         | 2308         | 2次車    | 2007/6/24  | 2016/4/25             |
| 車両 番号 | 2209         | 2259         | 2409         | 2459         | 2359         | 2309         | 2次車    | 2007/6/30  | 2016/8/9              |
| 車両 番号 | 2210         | 2260         | 2410         | 2460         | 2360         | 2310         | 3次車    | 2015/4/13  | 新造時より 新デザイン |
| 車両 番号 | 2211         | 2261         | 2411         | 2461         | 2361         | 2311         | 3次車    | 2015/5/11  | 新造時より 新デザイン |
| 車両 番号 | 2212         | 2262         | 2412         | 2462         | 2362         | 2312         | 4次車    | 2016/4/13  | 新造時より 新デザイン |
| 車両 番号 | 2213         | 2263         | 2413         | 2463         | 2363         | 2313         | 5次車    | 2019/2/13  | 新造時より 新デザイン |
| 搭載 機器 | VVVF/SIV,PT  |              | CP           | VVVF/SIV,PT  | CP           | VVVF/SIV,PT  |          |            |                       |

|           | ← 豊橋岐阜 → | ← 豊橋岐阜 → | ← 豊橋岐阜 → | ← 豊橋岐阜 → | ← 豊橋岐阜 → | ← 豊橋岐阜 → | 特別車 製造次数 | 特別車 落成日 | 一般車 移籍元 |
| 形式      | モ2200       | サ2250       | サ2400       | モ2450       | サ2350       | モ2300       | 特別車 製造次数 | 特別車 落成日 | 一般車 移籍元 |
| 区分      | Mc1          | T1           | T2           | M            | T2'          | Mc2          | 特別車 製造次数 | 特別車 落成日 | 一般車 移籍元 |
| 車両 番号 | 2231         | 2281         | 2431         | 2481         | 2381         | 2331         | 7次車           | 2020/11/12    | 1701F         |
| 車両 番号 | 2232         | 2282         | 2432         | 2482         | 2382         | 2332         | 7次車           | 2020/11/12    | 1702F         |
| 車両 番号 | 2233         | 2283         | 2433         | 2483         | 2383         | 2333         | 6次車           | 2019/12/10    | 1703F         |
| 車両 番号 | 2234         | 2284         | 2434         | 2484         | 2384         | 2334         | 6次車           | 2019/12/10    | 1704F         |
| 搭載 機器 | VVVF/SIV,PT  |              | CP           | VVVF/SIV,PT  | CP           | VVVF/SIV,PT  |                 |               |               |

|           | ← 豊橋岐阜 → | ← 豊橋岐阜 → | ← 豊橋岐阜 → | ← 豊橋岐阜 → | ← 豊橋岐阜 → | ← 豊橋岐阜 → | 一般車 落成日 | 外観デザイン 変更日 | 特別車 廃車日 | 一般車 移籍先 |
| 形式      | モ1700       | サ1650       | サ2400       | モ2450       | サ2350       | モ2300       | 一般車 落成日 | 外観デザイン 変更日 | 特別車 廃車日 | 一般車 移籍先 |
| 区分      | Mc1          | T1           | T2           | M            | T2'          | Mc2          | 一般車 落成日 | 外観デザイン 変更日 | 特別車 廃車日 | 一般車 移籍先 |
| 車両 番号 | 1701         | 1651         | 2431         | 2481         | 2381         | 2331         | 2008/10/28    | 2015/8/6            | 2021/2/22     | 2231F         |
| 車両 番号 | 1702         | 1652         | 2432         | 2482         | 2382         | 2332         | 2008/10/28    | 2015/10/16          | 2021/2/22     | 2232F         |
| 車両 番号 | 1703         | 1653         | 2433         | 2483         | 2383         | 2333         | 2008/11/13    | 2016/1/27           | 2020/2/24     | 2233F         |
| 車両 番号 | 1704         | 1654         | 2434         | 2484         | 2384         | 2334         | 2008/11/13    | 2016/3/16           | 2020/2/24     | 2234F         |
| 搭載 機器 | VVVF/SIV,PT  | CP           | CP           | VVVF/SIV,PT  | CP           | VVVF/SIV,PT  |               |                     |               |               |

モ1700形・サ1650形は、改造にあたり豊橋方に連結されるため枇杷島分岐点の三角線で方向転換され、前記したように舞木検査場にて改造施工後、順次塗色変更が行われ一般車と連結された。

## 運用
2005年（平成17年）1月29日の空港線開業に伴うダイヤ改正により運用を開始した。当時はもっぱら中部国際空港 - 名鉄岐阜間での特急運用が主体で、これ以外ではいずれも平日朝間帯にのみ、新鵜沼→豊川稲荷→名鉄名古屋間の特急、常滑発須ヶ口行き普通、中部国際空港発太田川行き急行の運用が設定されていた。 また、いずれも1000 - 1200系の代走で本線特急に使用されたり、津島線での運用（平日朝の普通）に就く事もあった。中部国際空港開港後は見物客などによる空港線の大混雑が続いたため、一部列車で本系列の岐阜方に3100系あるいは3150系を連結した8両編成での運行も行われ、翌年4月のダイヤ改正まで見られた。
2次車導入を受けて行われた2007年6月30日のダイヤ改正からは名鉄岐阜 - 豊橋間の快速特急・特急（これ以前にも何度か代走で使用されたことはある）、前出の豊川稲荷行きへの送り込み列車である平日夜の神宮前発新鵜沼行特急（これ以前は回送で送り込まれていた）や平日朝の河和発名鉄名古屋行特急（往路は金山発河和行き急行として運転されていた）に運用されるようになった。本線では前年の改正でいったんは消滅していた3100系・3150系との併結運用が再び行われるようになった。2007年7月28日の尾張津島天王祭に併せて津島始発の臨時特急列車2本が運行され、うち1本は一部特別車として2203Fで運転された。また、同年10月下旬には2207Fが1200系の代走で新鵜沼 -河和間の特急のうちの一部列車に充当され、同28日には初めて各務原線の三柿野まで乗り入れた。一方で、平日朝に設定されていた常滑駅発須ヶ口行き普通の運用が消滅した。また、常滑線では平日の朝間帯に限り、8両編成での運用も再開された。

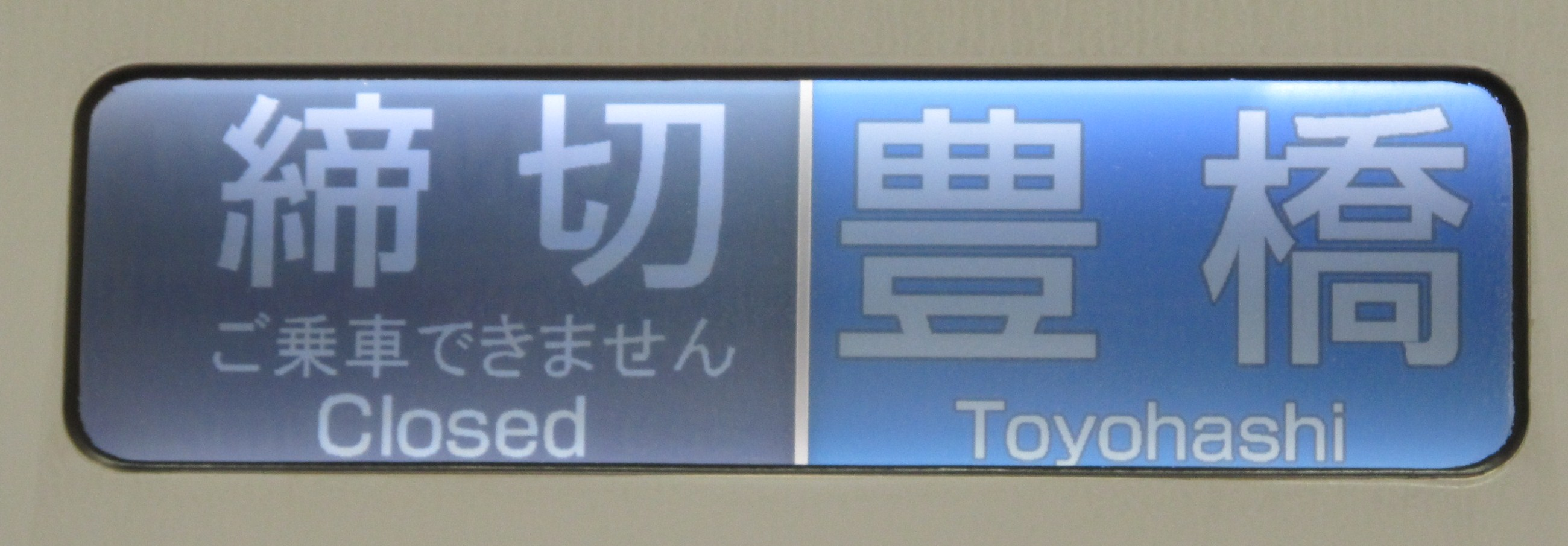
「締切」表示。快速急行以下の運用に就く場合は特別車を開放しない。

2008年12月27日の改正からは1700系と共通運用されるようになり、犬山線や河和線での運用が増加したほか、平日の夕方には河和発佐屋行き特急のうちの1本にも使用されるようになった（折り返しは名古屋まで回送）。また、1200系と同様に朝には間合い運用として快速急行以下の列車への充当もある。この場合は特別車は利用できず、特別車の側面の行き先表示には「締切」と表示される（2021年3月15日より新鵜沼発豊川稲荷行き1本のみ「締切」表示のまま特別車を利用できるようになっている）。なお編成全長が1000 - 1200系より2 m余り短いため、中部国際空港行きや豊橋行きなどの名鉄名古屋駅における停止位置目標は1000 - 1200系よりも後方として、一般車の乗車位置を極力合わせている。なお、1700系は豊橋・中部国際空港方先頭車である1号車の車両長が2200系より少し長くなっている。そのため、名鉄名古屋・名鉄金山・神宮前では豊橋・中部国際空港行きなどの停止位置目標を2200系に合わせている関係上一般車の扉位置がわずかに異なっている。
2011年3月26日のダイヤ改正からは、今まで入線実績のなかった知多新線にも特急で入線するようになった。一方で、平日の広見線での定期運用が消滅した。これ以外でも運用に変化があり、河和線での運用が減少した一方、平日の犬山線での運用が増加し、同線において8両編成で運用される機会が増加した。また、犬山線や豊川線では朝間帯に急行（豊川線は平日のみ）や普通（豊川線は平日のみ、犬山線は休日のみ）での定期運行も開始された。

### 運行区間
2024年3月16日ダイヤ改正以降の運用路線
- 名古屋本線 : 全線
- 豊川線 : 全線（平日朝の2往復）
- 常滑線・空港線 : 全線
- 河和線 : 全線
- 知多新線 : 全線（1日1往復）
- 犬山線 : 全線

快速急行以下の列車へ充当されることもあるが、その場合は特別車は締切となるため一般車のみの利用となる（2021年より急行豊川稲荷行き1本のみ特別車を有料で開放している）。本系列は西尾線での定期運用はないが1200系の代走として入線したことはある。2023年3月18日ダイヤ改正以降は平日の急行岐阜行き1本も追加で特別車を有料で開放している（土休日の同列車は特別車締切）。これとは逆に、同改正で広見線での定期運用が消滅した。また、2024年3月16日ダイヤ改正では津島線・尾西線（津島駅 - 佐屋駅間）での定期運用も消滅した。